# Aucun
Aucun est une commune française située dans l'ouest du département des Hautes-Pyrénées, en région Occitanie. Sur le plan historique et culturel, la commune est dans la province du Lavedan, partie sud-occidentale de la Bigorre et constituée d'un ensemble de sept vallées en amont de la ville de Lourdes.
Exposée à un climat de montagne, elle est drainée par le gave d'Azun, le ruisseau du Bergons et par divers autres petits cours d'eau. Incluse dans le Parc national des Pyrénées, la commune possède un patrimoine naturel remarquable composé de six zones naturelles d'intérêt écologique, faunistique et floristique.
Aucun est une commune rurale qui compte 254 habitants en 2022, après avoir connu un pic de population de 883 habitants en 1831. Elle est dans l'agglomération d'Argelès-Gazost et fait partie de l'aire d'attraction d'Argelès-Gazost. Ses habitants sont appelés les Aucunois ou  Aucunoises.

## Géographie

### Localisation
La commune d'Aucun se trouve dans le département des Hautes-Pyrénées, en région Occitanie.
Elle se situe à 36 km à vol d'oiseau de Tarbes, préfecture du département, et à 8 km d'Argelès-Gazost, sous-préfecture.
Les communes les plus proches sont : 
Gaillagos (1,6 km), Arrens-Marsous (2,6 km), Arcizans-Dessus (2,8 km), Bun (2,9 km), Sireix (3,7 km), Estaing (4,1 km), Arras-en-Lavedan (5,7 km), Ferrières (7,1 km).
Sur le plan historique et culturel, Aucun fait partie de la province historique du Lavedan, partie sud-occidentale de la Bigorre et constitué d'un ensemble de sept vallées en amont de la ville de Lourdes. Historiquement, elle  fait partie de la province de Gascogne, et plus particulièrement du comté de Bigorre. La commune est dans le pays du val d'Azun, qui bute au nord sur le bassin de Lourdes, à l'est sur la vallée de l'Adour, au sud sur l'Aragon (Espagne) par le Balaïtous et, à l'ouest sur le Béarn (département des Pyrénées-Atlantiques, région Nouvelle-Aquitaine).
|                | Salles  |           |
| Ferrières      | Aucun   | Gaillagos |
| Arrens-Marsous | Estaing | Bun       |

### Paysages et relief

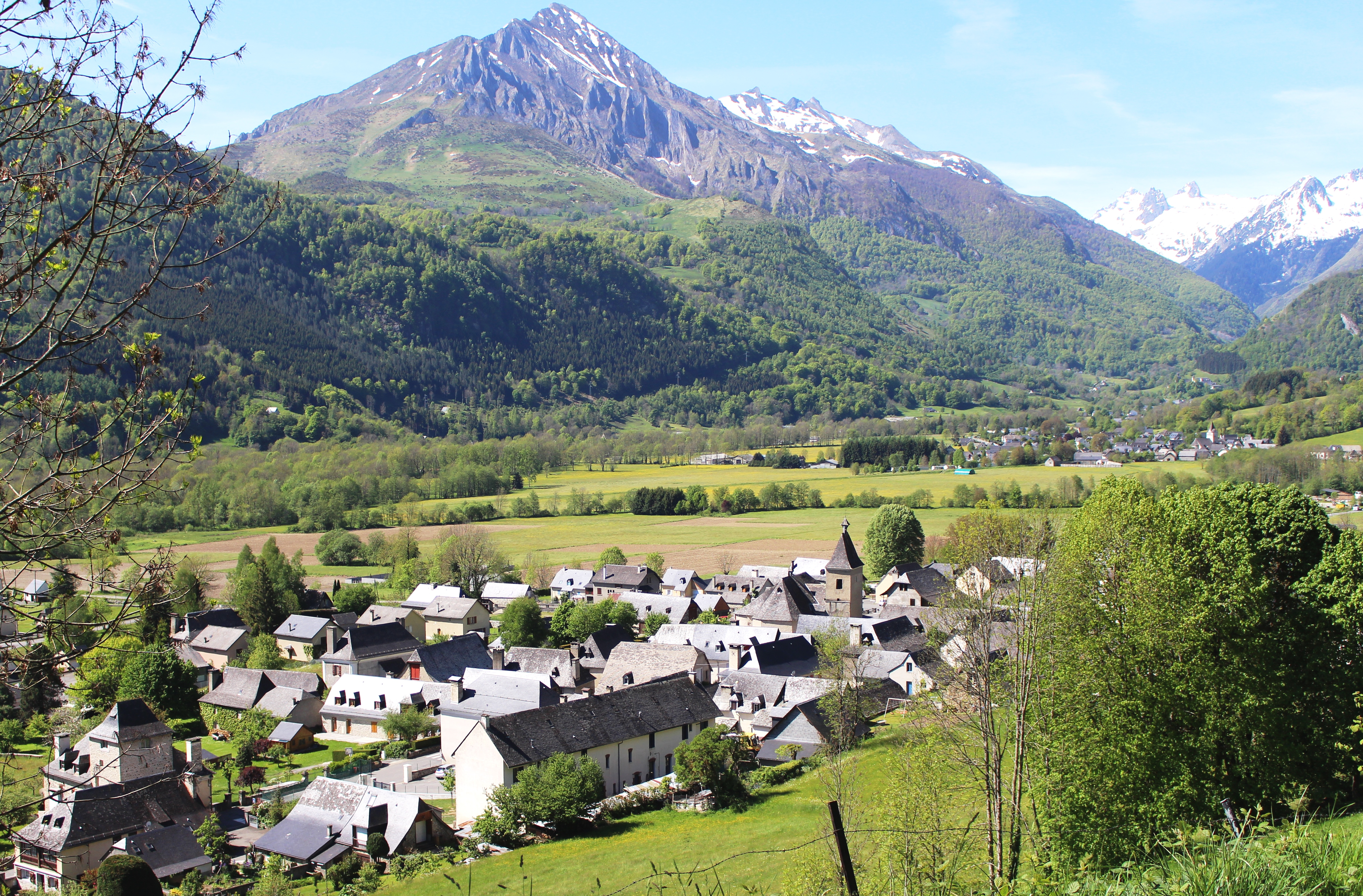
Vue en été.

### Hydrographie
La commune est dans le bassin de l'Adour, au sein du bassin hydrographique Adour-Garonne. Elle est drainée par le gave d'Azun, le Ruisseau du Bergons, un bras du Gave d'Azun, le Rioutou, le Sourdouet, Rioutou, le ruisseau d'Aygue Torte, le ruisseau de Boularic, le ruisseau de Labarrade, le ruisseau de Taillade, le ruisseau du Gerrit et par divers petits cours d'eau, constituant un réseau hydrographique de 20 km de longueur totale,.
Le gave d'Azun, d'une longueur totale de 29,1 km, prend sa source dans la commune d'Arrens-Marsous et s'écoule du sud vers le nord. Il traverse la commune et se jette dans le gave de Pau à Ayros-Arbouix, après avoir traversé 10 communes.
Le Ruisseau du Bergons, d'une longueur totale de 15,6 km, prend sa source dans la commune d'Aucun et s'écoule du sud vers le nord. Il traverse la commune et se jette dans le gave de Pau à Agos-Vidalos, après avoir traversé 10 communes.

### Climat
Le climat qui caractérise la commune est qualifié, en 2010, de « climat de montagne », selon la typologie des climats de la France qui compte alors huit grands types de climats en métropole. En 2020, la commune ressort du même type de climat dans la classification établie par Météo-France, qui ne compte désormais, en première approche, que cinq grands types de climats en métropole. Pour ce type de climat, la température décroît rapidement en fonction de l'altitude. On observe une nébulosité minimale en hiver et maximale en été. Les vents et les précipitations varient notablement selon le lieu.
Les paramètres climatiques qui ont permis d’établir la typologie de 2010 comportent six variables pour les températures et huit pour les précipitations, dont les valeurs correspondent à la normale 1971-2000. Les sept principales variables caractérisant la commune sont présentées dans l'encadré ci-après.
| Paramètres climatiques communaux sur la période 1971-2000 - Moyenne annuelle de température : 10,3 °C - Nombre de jours avec une température inférieure à −5 °C : 5,3 j - Nombre de jours avec une température supérieure à 30 °C : 3,2 j - Amplitude thermique annuelle : 14,3 °C - Cumuls annuels de précipitation : 1 186 mm - Nombre de jours de précipitation en janvier : 11,1 j - Nombre de jours de précipitation en juillet : 9,4 j |

Avec le changement climatique, ces variables ont évolué. Une étude réalisée en 2014 par la Direction générale de l'Énergie et du Climat complétée par des études régionales prévoit en effet que la  température moyenne devrait croître et la pluviométrie moyenne baisser, avec toutefois de fortes variations régionales. Ces changements peuvent être constatés sur la station météorologique de Météo-France la plus proche, « Arrens-Marsous », sur la commune d'Arrens-Marsous, mise en service en 1936 et qui se trouve à 3 km à vol d'oiseau,, où la température moyenne annuelle est de 9,9 °C et la hauteur de précipitations de 1 146,3 mm pour la période 1981-2010.
Sur la station météorologique historique la plus proche, « Tarbes-Lourdes-Pyrénées », sur la commune d'Ossun, mise en service en 1946 et à 27 km, la température moyenne annuelle évolue de 12,2 °C pour la période 1971-2000, à 12,6 °C pour 1981-2010, puis à 12,9 °C pour 1991-2020.

### Milieux naturels et biodiversité

#### Espaces protégés
La protection réglementaire est le mode d’intervention le plus fort pour préserver des espaces naturels remarquables et leur biodiversité associée,.
Dans ce cadre, la commune fait partie de l'aire d'adhésion du Parc National des Pyrénées. Ce  parc national, créé en 1967, abrite une faune riche et spécifique particulièrement intéressante : importantes populations d’isards, colonies de marmottes réimplantées avec succès, grands rapaces tels le Gypaète barbu, le Vautour fauve, le Percnoptère d’Égypte ou l’Aigle royal, le Grand tétras et le discret Desman des Pyrénées qui constitue l’exemple type de ce précieux patrimoine confié au Parc national et aussi l'Ours des Pyrénées,,.

#### Zones naturelles d'intérêt écologique, faunistique et floristique
L’inventaire des zones naturelles d'intérêt écologique, faunistique et floristique (ZNIEFF) a pour objectif de réaliser une couverture des zones les plus intéressantes sur le plan écologique, essentiellement dans la perspective d’améliorer la connaissance du patrimoine naturel national et de fournir aux différents décideurs un outil d’aide à la prise en compte de l’environnement dans l’aménagement du territoire.
Quatre ZNIEFF de type 1 sont recensées sur la commune :
- le « Gave d'Azun, ruisseau du Bergons et Gave de Lourdes » (437 ha), couvrant 31 communes dont deux dans les Pyrénées-Atlantiques et 29 dans les Hautes-Pyrénées[28] ;
- le « massif du Pic-du-Midi-d'Arrens » (2 587 ha), couvrant 4 communes du département[29] ;
- le « massifmontagneux entre Argelès-Gazost et l'Ouzom » (6 108 ha), couvrant 12 communes dont une dans les Pyrénées-Atlantiques et 11 dans les Hautes-Pyrénées[30] ;
- les « Soulanes et crêtes des massifs du Granquet, Estibette et Pibeste » (4 471 ha), couvrant 11 communes dont une dans les Pyrénées-Atlantiques et dix dans les Hautes-Pyrénées[31] ;

et deux ZNIEFF de type 2, : 
- les « massifs calcaires de l'Estibète, du Granquet et du Pibeste, forêt de Très Crouts, vallée du Bergons et crêtes » (17 871 ha), couvrant 24 communes dont trois dans les Pyrénées-Atlantiques et 21 dans les Hautes-Pyrénées[32] ;
- le « val d'Azun et haute vallée du Gave de Cauterets » (35 378 ha), couvrant 22 communes dont une dans les Pyrénées-Atlantiques et 21 dans les Hautes-Pyrénées[33].

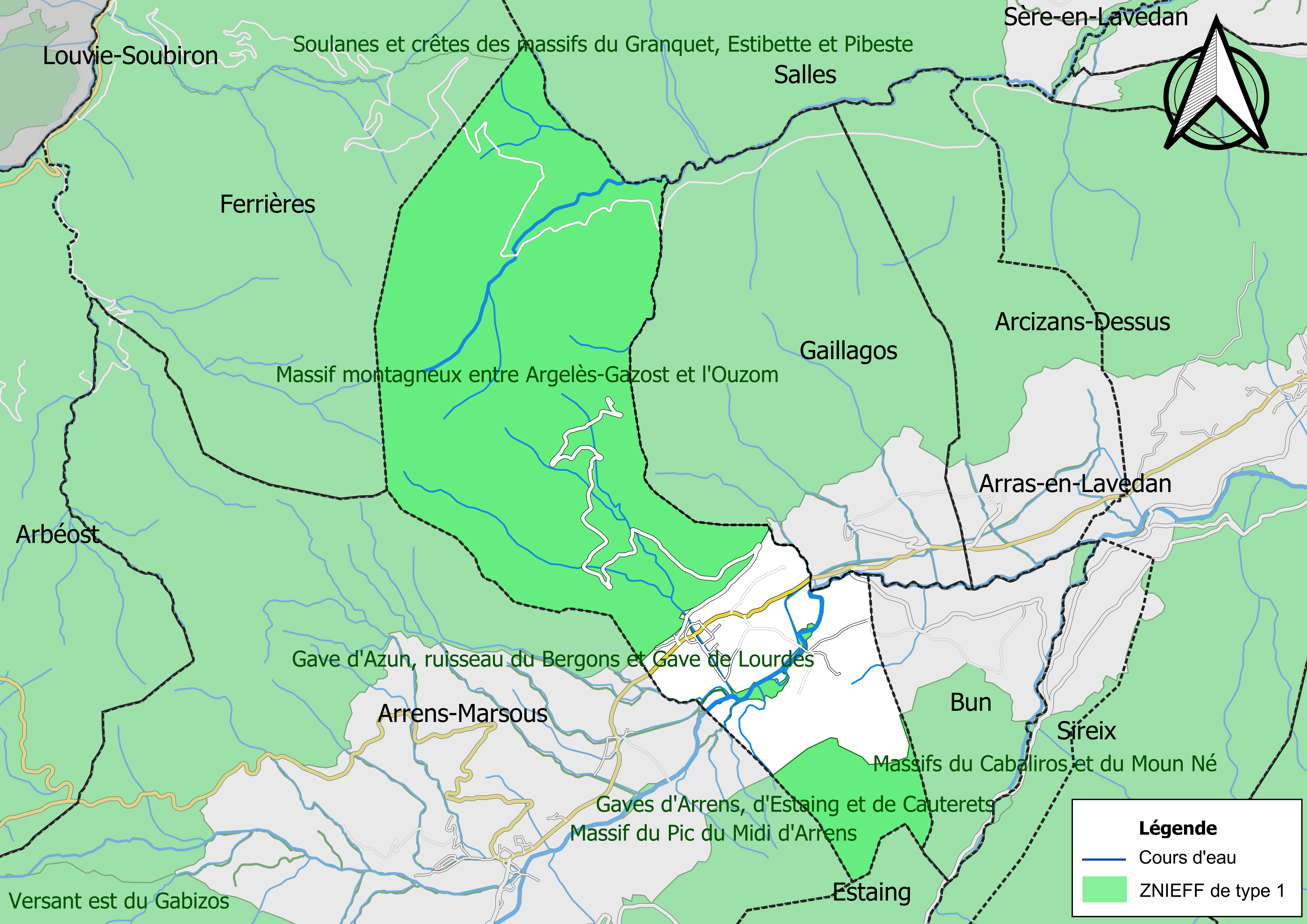
Carte des ZNIEFF de type 1 sur la commune.
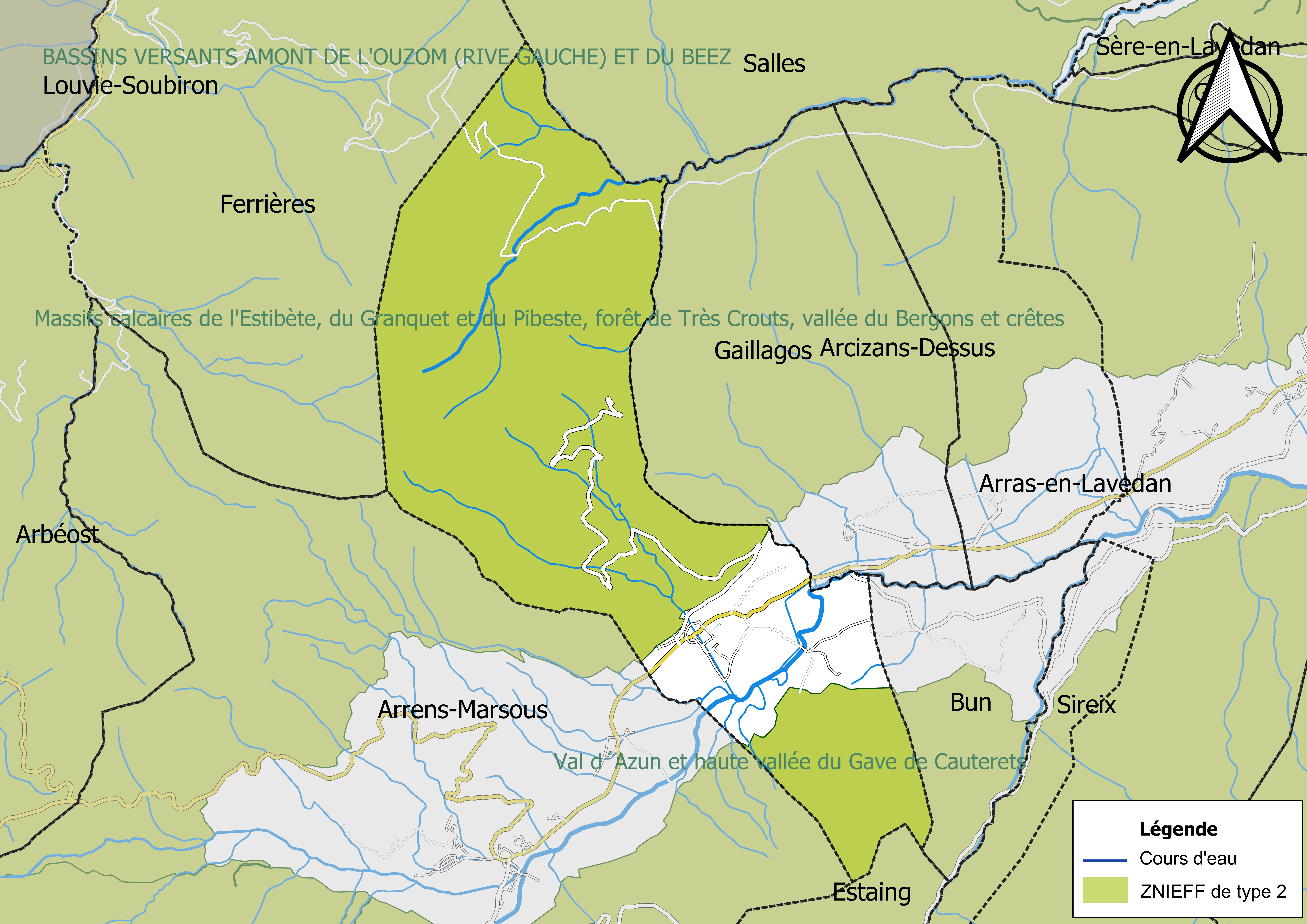
Carte des ZNIEFF de type 2 sur la commune.

## Urbanisme

### Typologie
Au 1er janvier 2024, Aucun est catégorisée commune rurale à habitat dispersé, selon la nouvelle grille communale de densité à sept niveaux définie par l'Insee en 2022.
Elle appartient à l'unité urbaine d'Argelès-Gazost, une agglomération intra-départementale regroupant treize  communes, dont elle est une commune de la banlieue,,. Par ailleurs la commune fait partie de l'aire d'attraction d'Argelès-Gazost, dont elle est une commune de la couronne,. Cette aire, qui regroupe 19 communes, est catégorisée dans les aires de moins de 50 000 habitants,.

### Occupation des sols
L'occupation des sols de la commune, telle qu'elle ressort de la base de données européenne d’occupation biophysique des sols Corine Land Cover (CLC), est marquée par l'importance des forêts et milieux semi-naturels (79,1 % en 2018), une proportion sensiblement équivalente à celle de 1990 (78,5 %). La répartition détaillée en 2018 est la suivante : 
forêts (60 %), milieux à végétation arbustive et/ou herbacée (18,1 %), prairies (14,8 %), zones agricoles hétérogènes (4,2 %), zones urbanisées (1,9 %), espaces ouverts, sans ou avec peu de végétation (0,9 %).
L'IGN met par ailleurs à disposition un outil en ligne permettant de comparer l’évolution dans le temps de l’occupation des sols de la commune (ou de territoires à des échelles différentes). Plusieurs époques sont accessibles sous forme de cartes ou photos aériennes : la carte de Cassini (XVIIIe siècle), la carte d'état-major (1820-1866) et la période actuelle (1950 à aujourd'hui).

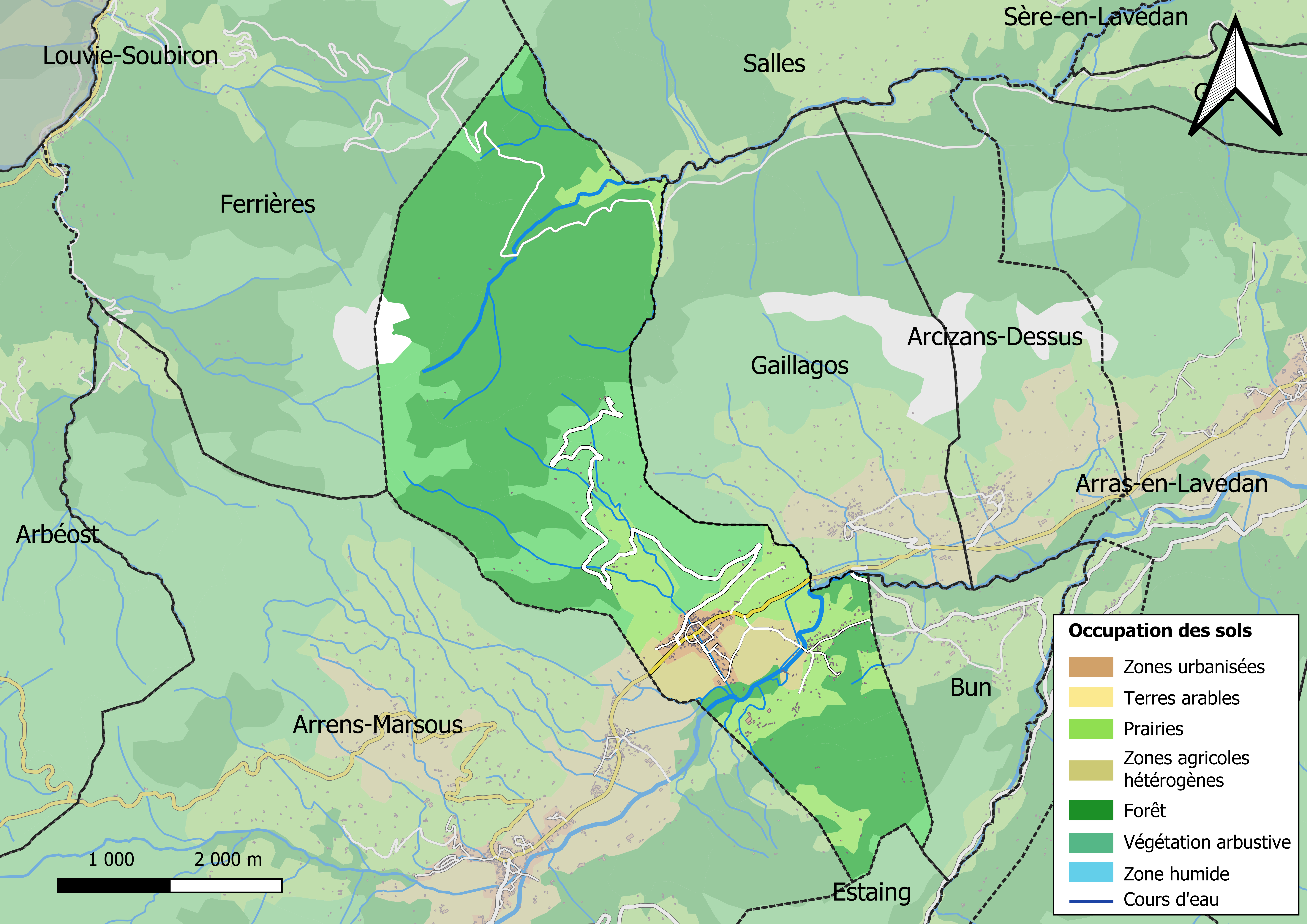
Carte des infrastructures et de l'occupation des sols en 2018 (CLC) de la commune.
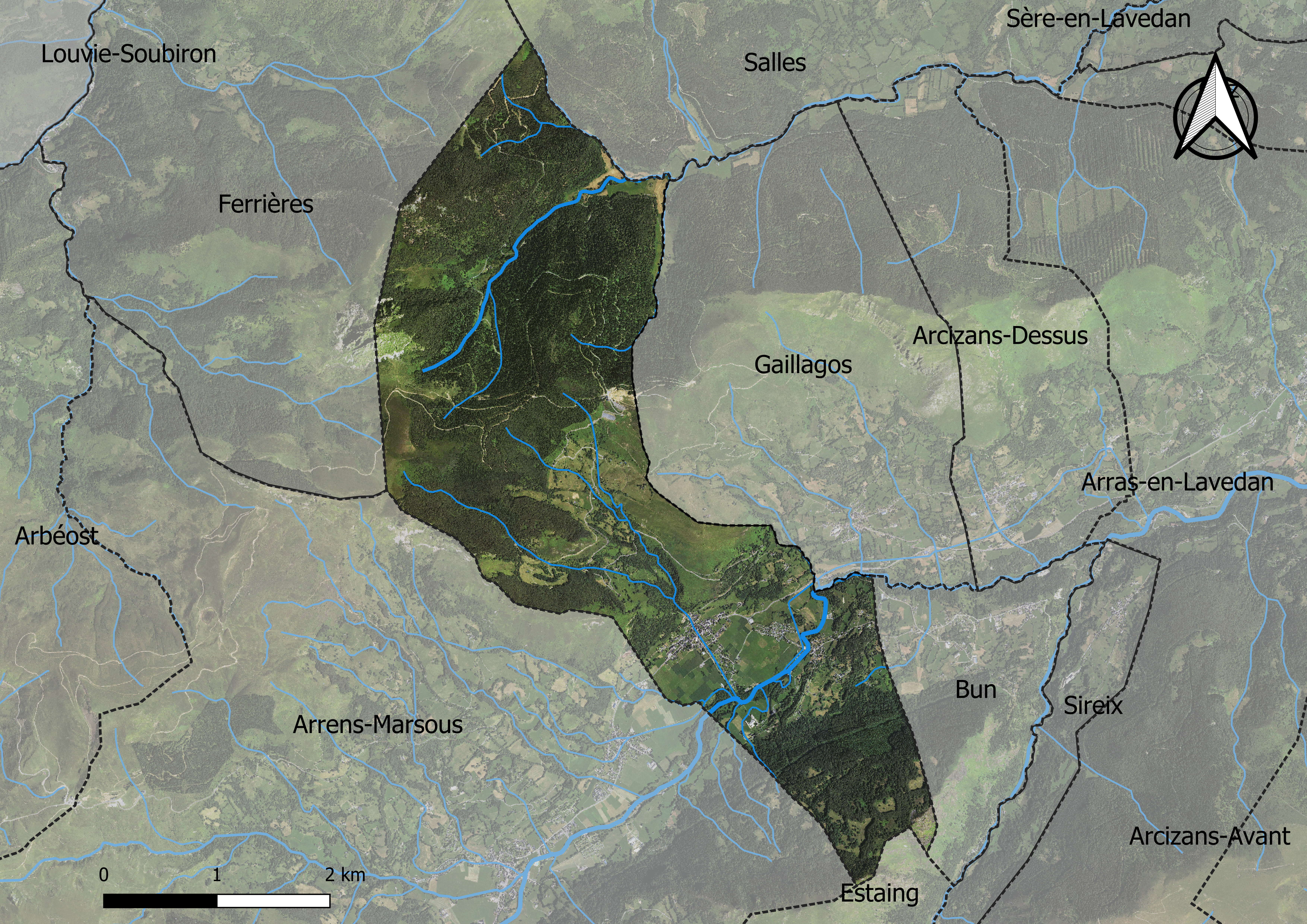
Carte orthophotogrammétrique de la commune.

### Logement
En 2012, le nombre total de logements dans la commune est de 343.

Parmi ces logements, 35,3 % sont des résidences principales, 61,2 % des résidences secondaires et 3,5 % des logements vacants.

### Voies de communication et transports
Cette commune est desservie par la route départementale D 918 et par les routes départementales D 13 et D 928 (montée à Val d’Azun).

### Risques majeurs
Le territoire de la commune d'Aucun est vulnérable à différents aléas naturels : météorologiques (tempête, orage, neige, grand froid, canicule ou sécheresse), inondations, feux de forêts, mouvements de terrains, avalanche  et séisme (sismicité moyenne). Un site publié par le BRGM permet d'évaluer simplement et rapidement les risques d'un bien localisé soit par son adresse soit par le numéro de sa parcelle.
Certaines parties du territoire communal sont susceptibles d’être affectées par le risque d’inondation par débordement de cours d'eau, notamment le gave d'Azun et le ruisseau du Bergons. La cartographie des zones inondables en ex-Midi-Pyrénées réalisée dans le cadre du XIe Contrat de plan État-région, visant à informer les citoyens et les décideurs sur le risque d’inondation, est accessible sur le site de la DREAL Occitanie. La commune a été reconnue en état de catastrophe naturelle au titre des dommages causés par les inondations et coulées de boue survenues en 1982, 1999, 2009, 2018, 2019 et 2022,.
Aucun est exposée au risque de feu de forêt. Un plan départemental de protection des forêts contre les incendies a été approuvé par arrêté préfectoral le 21 avril 2020 pour la période 2020-2029. Le précédent couvrait la période 2007-2017. L’emploi du feu est régi par deux types de réglementations. D’abord le code forestier et l’arrêté préfectoral du 27 octobre 2014, qui réglementent l’emploi du feu à moins de 200 m des espaces naturels combustibles sur l’ensemble du département. Ensuite celle établie dans le cadre de la lutte contre la pollution de l’air, qui interdit le brûlage des déchets verts des particuliers. L’écobuage est quant à lui réglementé dans le cadre de commissions locales d’écobuage (CLE)

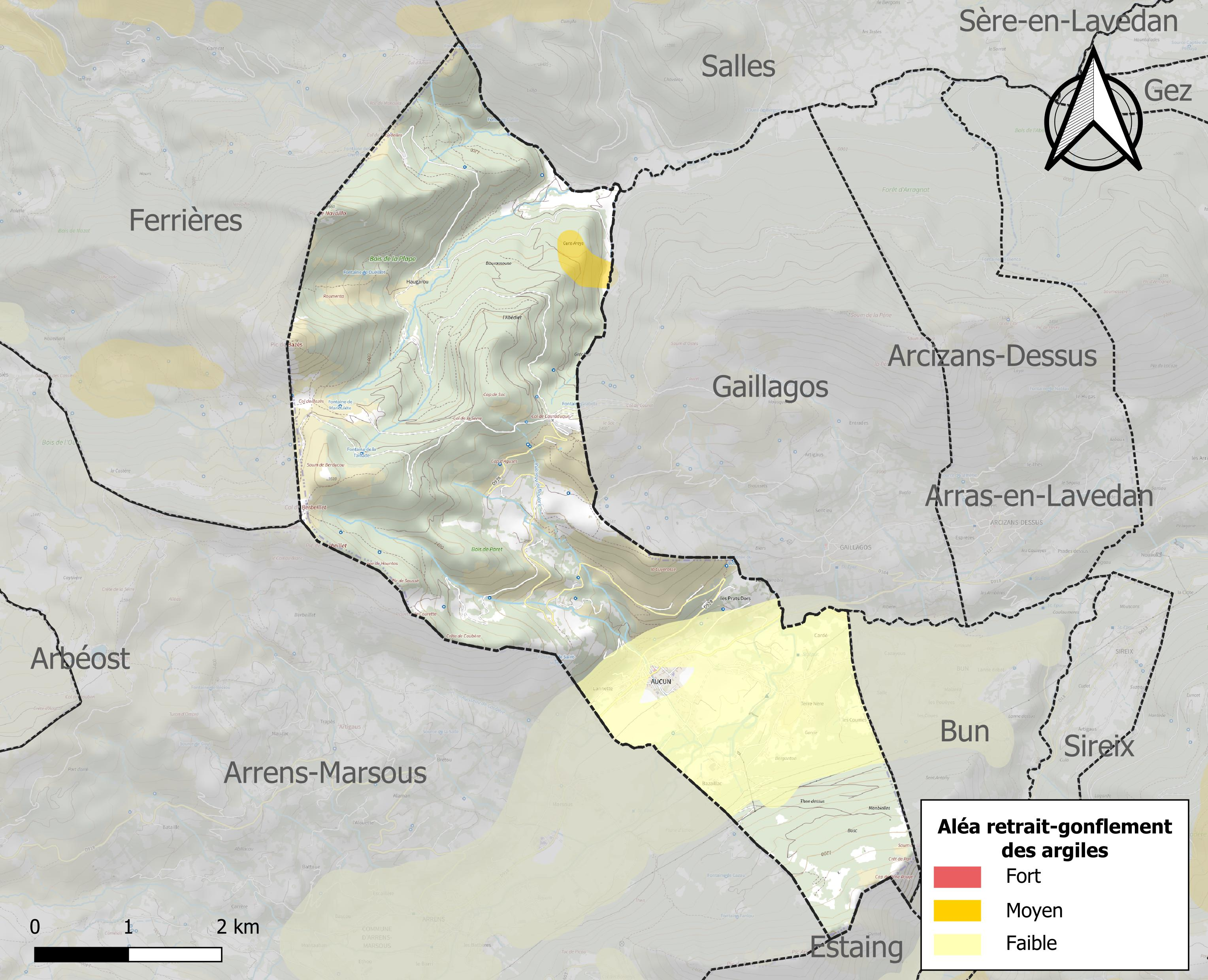
Carte des zones d'aléa retrait-gonflement des sols argileux d'Aucun.

Les mouvements de terrains susceptibles de se produire sur la commune sont des mouvements de sols liés à la présence d'argile et des tassements différentiels.
Le retrait-gonflement des sols argileux est susceptible d'engendrer des dommages importants aux bâtiments en cas d’alternance de périodes de sécheresse et de pluie. 0,9 % de la superficie communale est en aléa moyen ou fort (44,5 % au niveau départemental et 48,5 % au niveau national). Sur les 265 bâtiments dénombrés sur la commune en 2019, 0 sont en aléa moyen ou fort, soit 0 %, à comparer aux 75 % au niveau départemental et 54 % au niveau national. Une cartographie de l'exposition du territoire national au retrait gonflement des sols argileux est disponible sur le site du BRGM,.
Par ailleurs, afin de mieux appréhender le risque d’affaissement de terrain, l'inventaire national des cavités souterraines permet de localiser celles situées sur la commune.
Concernant les mouvements de terrains, la commune a été reconnue en état de catastrophe naturelle au titre des dommages causés par des mouvements de terrain en 1999.
La commune est exposée aux risques d'avalanche. Les habitants exposés à ce risque doivent se renseigner, en mairie, de l’existence d’un plan de prévention des risques avalanches (PPRA). Le cas échéant, identifier les mesures applicables à l'habitation, identifier, au sein de l'habitation, la pièce avec la façade la moins exposée à l’aléa pouvant faire office, au besoin, de zone de confinement et équiper cette pièce avec un kit de situation d’urgence,.

## Toponymie

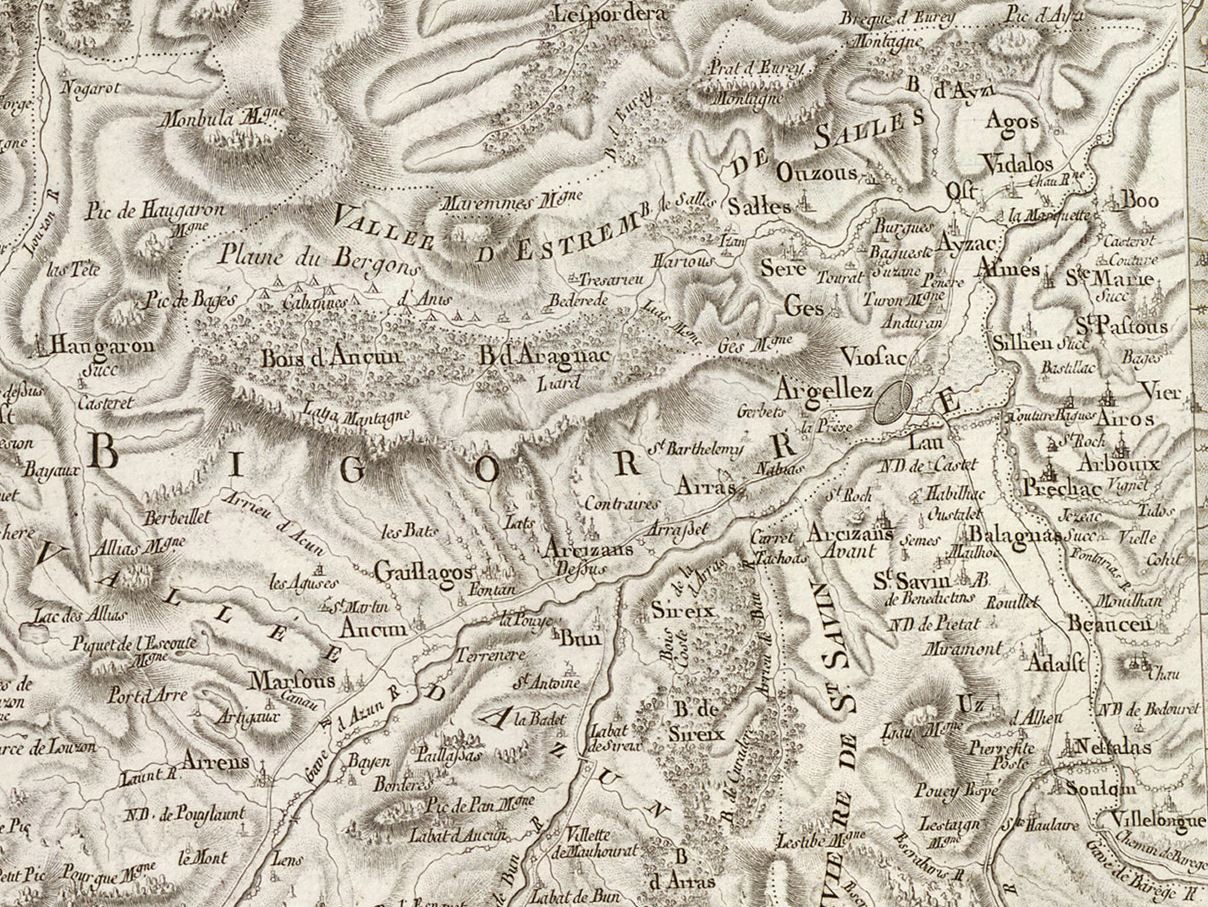
Extrait de la carte de Cassini (entre 1756 et 1789) situant Aucun à l'ouest d'Argelès-Gazost.

On trouvera les principales informations dans le Dictionnaire toponymique des communes des Hautes-Pyrénées de Michel Grosclaude et Jean-François Le Nail qui rapporte les dénominations historiques du village :
Dénominations historiques :
- Aucun (1069, cartulaire de Saint-Savin ; v. 1200-1230, cartulaire de Bigorre ; 1285, montre Bigorre) ;
- Aucu (1168, bulle d'Alexandre III) ;
- Aucunh (1313, Debita regi Navarre) ;
- de Aucuno, latin (1342, pouillé Tarbes ; 1379, procuration Tarbes) ;
- loc deu Cun, loc de Aucun, Aucun (1429, censier de Bigorre) ;
- Aucun (fin XVIIIe siècle, carte de Cassini).

Étymologie : peut-être nom basco-aquitain : de alge (= champ) et suffixe locatif un : lieu où il y a des champs.
Nom occitan : Aucun.

## Histoire

### Cadastre napoléonien d'Aucun
Le plan cadastral napoléonien d'Aucun est consultable sur le site des archives départementales des Hautes-Pyrénées.
Le 17 novembre 2006, un séisme de 4,9 sur l'échelle de Richter a ébranlé la région. Celui-ci n'a pas fait de victimes mais des dégâts matériels et a fissuré les habitations.

## Politique et administration

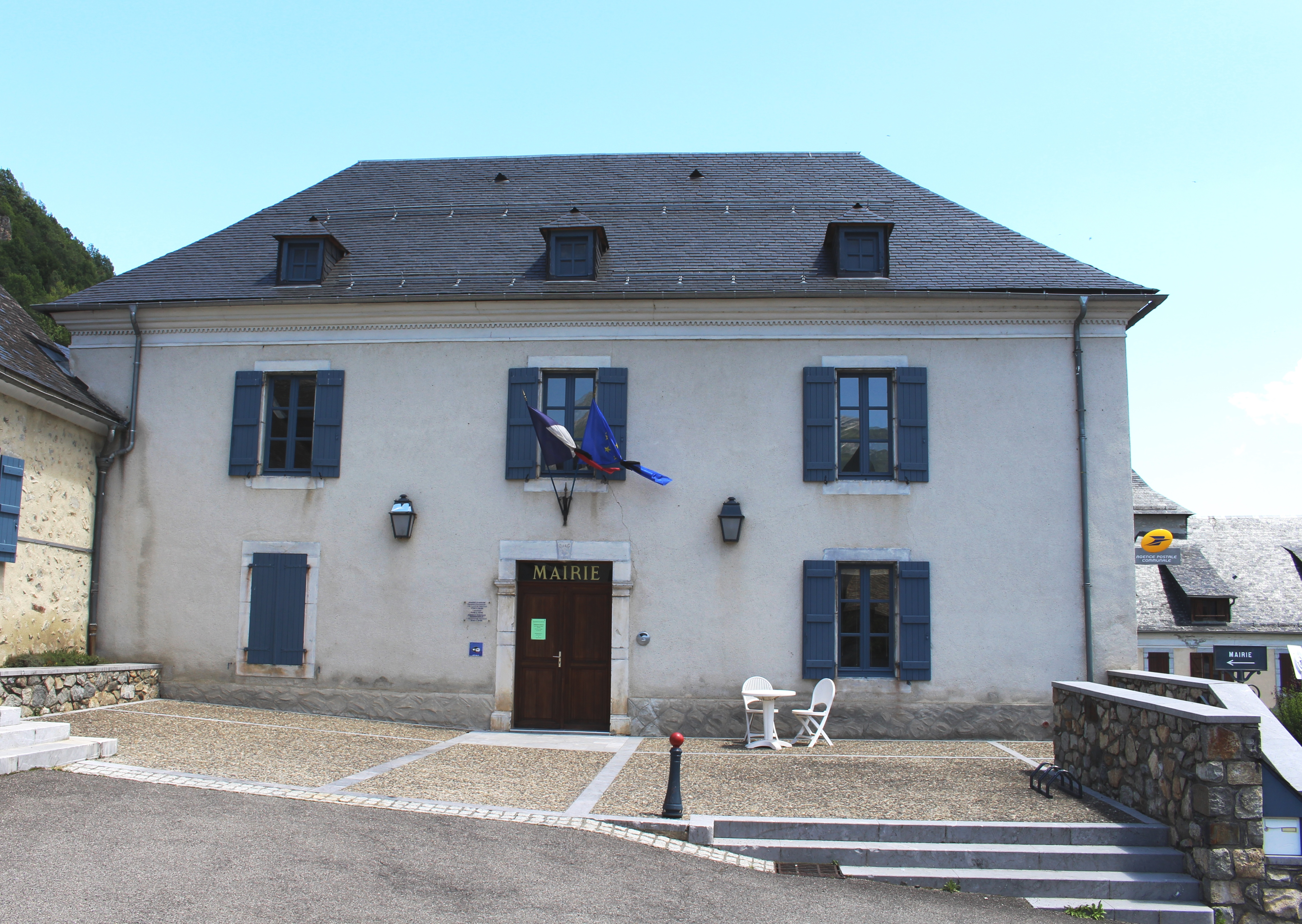
La mairie en 2017.

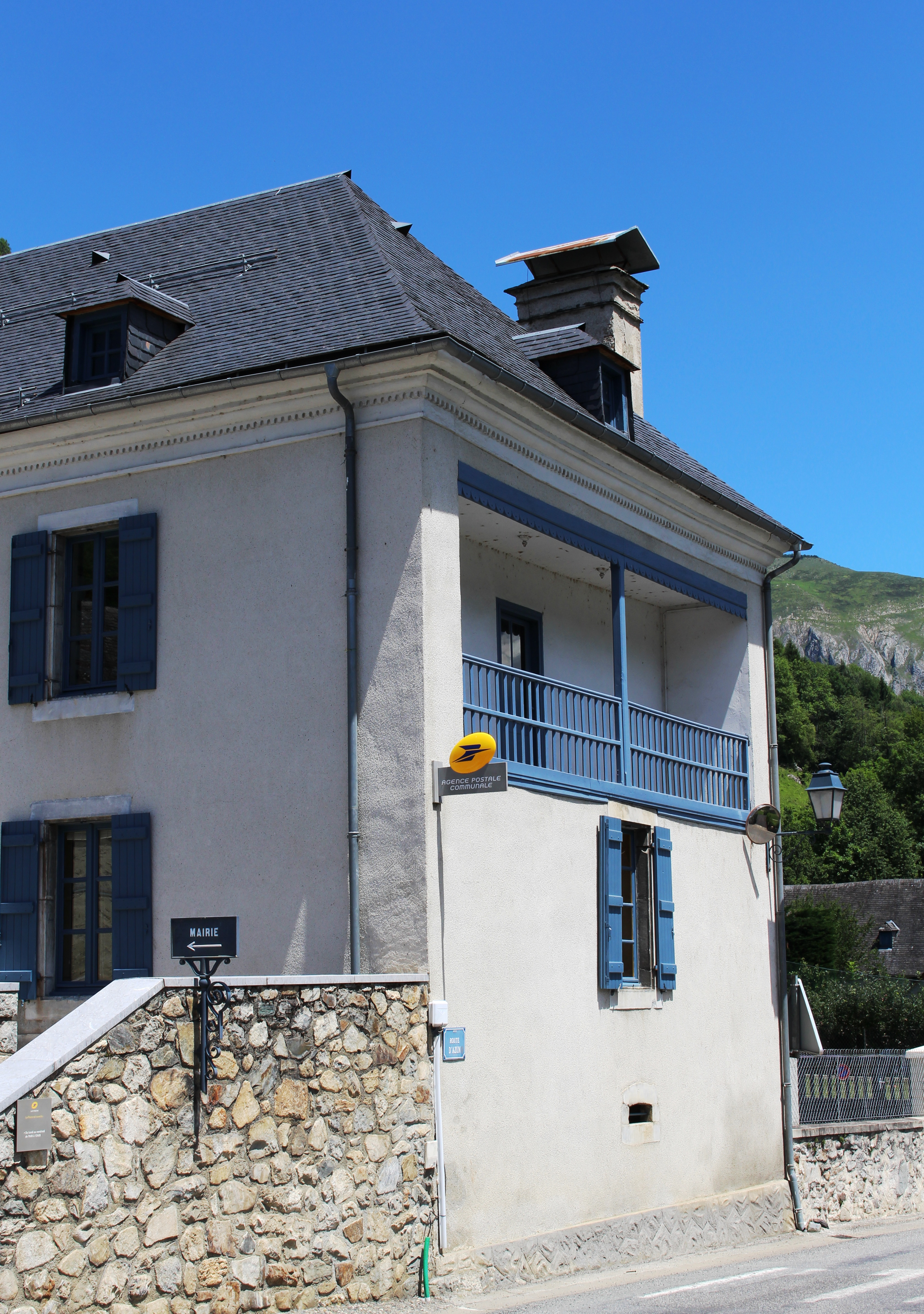
La Poste.

### Liste des maires
| Période                                  | Période               | Identité            | Étiquette | Qualité                                                   |
| ---------------------------------------- | --------------------- | ------------------- | --------- | --------------------------------------------------------- |
| Les données manquantes sont à compléter. |                       |                     |           |                                                           |
|                                          |                       |                     |           |                                                           |
| 1989                                     | 2001                  | Marc Léo            | PRG       | Conseiller général Président de la Communauté de communes |
| mars 2001                                | mars 2008             | Serge Moncade       | PCF       |                                                           |
| mars 2008                                | mars 2014             | Annie Huot-Marchand | DVD       |                                                           |
| mars 2014                                | nov. 2014 (démission) | Yannick Bielle      |           |                                                           |
| décembre 2014                            | En cours              | Corinne Galey       | SE        |                                                           |

### Rattachements administratifs et électoraux

#### Historique administratif
Pays et sénéchaussée de Bigorre, Lavedan, Vallée d'Azun, canton  d'Azun (1790), d'Aucun (depuis 1801).Ferrières ou Haugaron est une dépendance d'Aucun. Ferrières commune citée sous le nom de Haugaron dans la première répartition de 1790, n'est plus mentionnée dans la seconde et donc rattachée dès cette date à Aucun, avant d'être à nouveau érigée en commune en 1801. Aucun perd en 1836 sa section de Labat d'Aucun réunie à celle de Labat de Bun pour former la commune d'Estaing.

#### Intercommunalité
Aucun appartient à la communauté de communes Pyrénées Vallées des Gaves créée en janvier 2017 et qui réunit 46 communes.

### Services publics
La commune d'Aucun dispose d'une agence postale.

## Population et société

### Démographie

#### Évolution démographique
| 1793 | 1800 | 1806 | 1821 | 1831 | 1836 | 1841 | 1846 | 1851 |
| ---- | ---- | ---- | ---- | ---- | ---- | ---- | ---- | ---- |
| 746  | 813  | 812  | 750  | 883  | 662  | 626  | 612  | 616  |

| 1856 | 1861 | 1866 | 1872 | 1876 | 1881 | 1886 | 1891 | 1896 |
| ---- | ---- | ---- | ---- | ---- | ---- | ---- | ---- | ---- |
| 591  | 551  | 541  | 516  | 470  | 462  | 466  | 470  | 447  |

| 1901 | 1906 | 1911 | 1921 | 1926 | 1931 | 1936 | 1946 | 1954 |
| ---- | ---- | ---- | ---- | ---- | ---- | ---- | ---- | ---- |
| 430  | 441  | 450  | 300  | 304  | 284  | 273  | 246  | 227  |

| 1962 | 1968 | 1975 | 1982 | 1990 | 1999 | 2006 | 2007 | 2012 |
| ---- | ---- | ---- | ---- | ---- | ---- | ---- | ---- | ---- |
| 210  | 190  | 150  | 170  | 199  | 205  | 250  | 256  | 256  |

| 2017 | 2022 | - | - | - | - | - | - | - |
| ---- | ---- | - | - | - | - | - | - | - |
| 237  | 254  | - | - | - | - | - | - | - |

### Enseignement

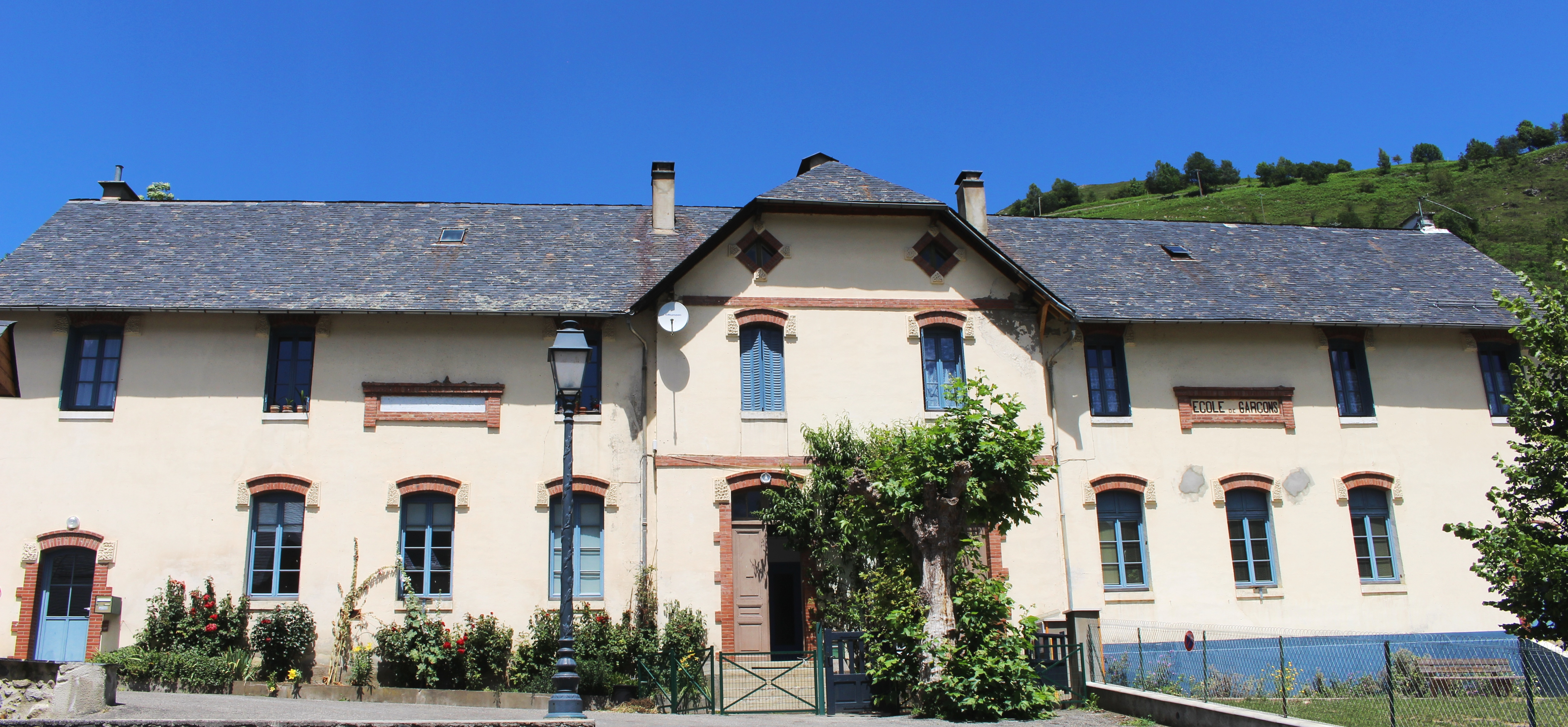
L'ancienne école en 2017.

La commune dépend de l'académie de Toulouse. Elle dispose d’une école en 2017.

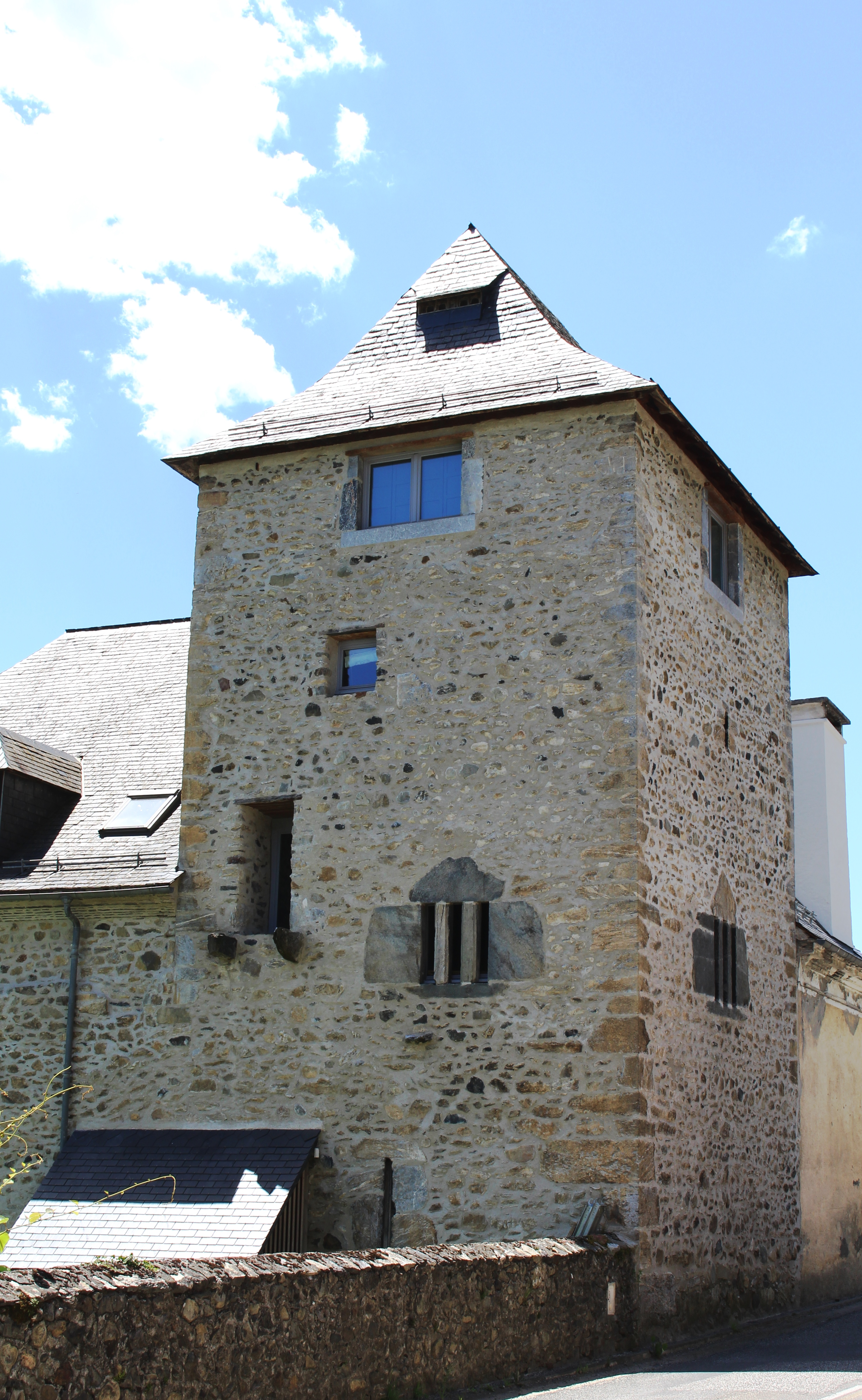
La Tour en 2017.

- École élémentaire.

## Économie
.

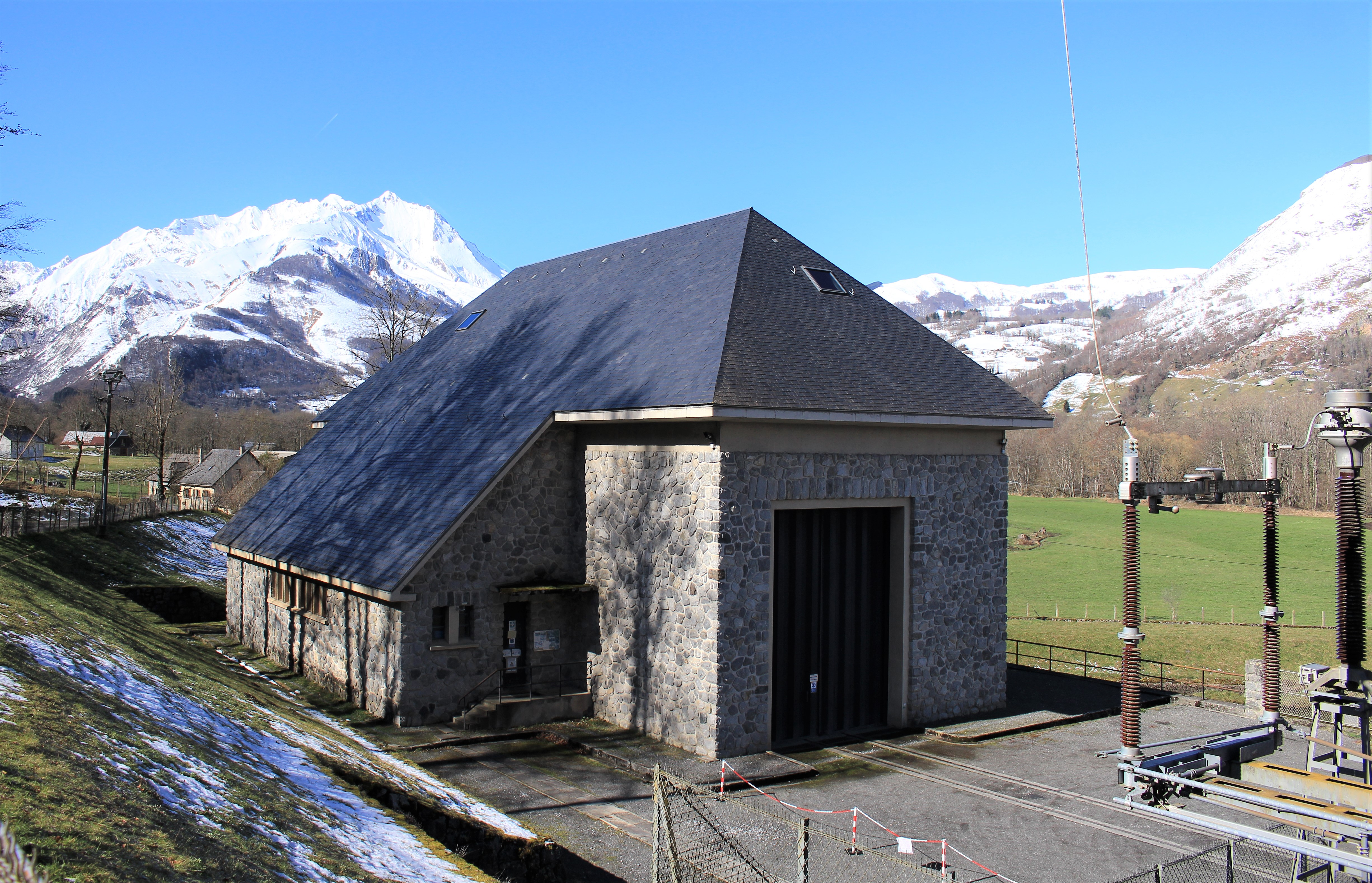
La centrale hydroélectrique d'Aucun

Le village d'Aucun est un village rural où sont présents de nombreux agriculteurs. Le maïs et le blé sont les deux cultures qui poussent le plus facilement sur ces terres. L'élevage d'animaux domine aussi la vie des agriculteurs. Les vaches sont prédominantes, mais on peut aussi trouver des élevages de moutons et brebis, de chèvres et de chevaux.
Aucun possède son école primaire qui accueille les enfants des communes aux alentours (Bun, Gaillagos, Sireix). Un ramassage scolaire est assuré tous les matins et soirs. Elle est composée de quatre classes (CE1, CE2, CM1, CM2) dans une même salle, avec un seul professeur des écoles. Elle a une capacité d'environ 25 élèves.
L'école maternelle et le CP se trouvent à Bun.
Le village compte une école de parapente créée en 1984. Plus de 20 000 élèves ont été accueillis dans cette structure.

### Revenus
En 2018, la commune compte 124 ménages fiscaux, regroupant 260 personnes. La médiane du revenu disponible par unité de consommation est de 21 230 € (20 420 € dans le département).

### Emploi
| Division       | 2008  | 2013  | 2018  |
| -------------- | ----- | ----- | ----- |
| Commune        | 5,5 % | 7,9 % | 4,9 % |
| Département    | 7,7 % | 9,4 % | 9,8 % |
| France entière | 8,3 % | 10 %  | 10 %  |

En 2018, la population âgée de 15 à 64 ans s'élève à 120 personnes, parmi lesquelles on compte 82 % d'actifs (77 % ayant un emploi et 4,9 % de chômeurs) et 18 % d'inactifs,. Depuis 2008, le taux de chômage communal (au sens du recensement) des 15-64 ans est inférieur à celui de la France et du département.
La commune fait partie de la couronne de l'aire d'attraction d'Argelès-Gazost, du fait qu'au moins 15 % des actifs travaillent dans le pôle,. Elle compte 59 emplois en 2018, contre 48 en 2013 et 60 en 2008. Le nombre d'actifs ayant un emploi résidant dans la commune est de 93, soit un indicateur de concentration d'emploi de 62,7 % et un taux d'activité parmi les 15 ans ou plus de 47,9 %.
Sur ces 93 actifs de 15 ans ou plus ayant un emploi, 24 travaillent dans la commune, soit 25 % des habitants. Pour se rendre au travail, 77,9 % des habitants utilisent un véhicule personnel ou de fonction à quatre roues, 2,1 % les transports en commun, 11,6 % s'y rendent en deux-roues, à vélo ou à pied et 8,4 % n'ont pas besoin de transport (travail au domicile).

### Tourisme
Station de sports d'hiver de Val d’Azun.

## Culture locale et patrimoine

### Lieux et monuments

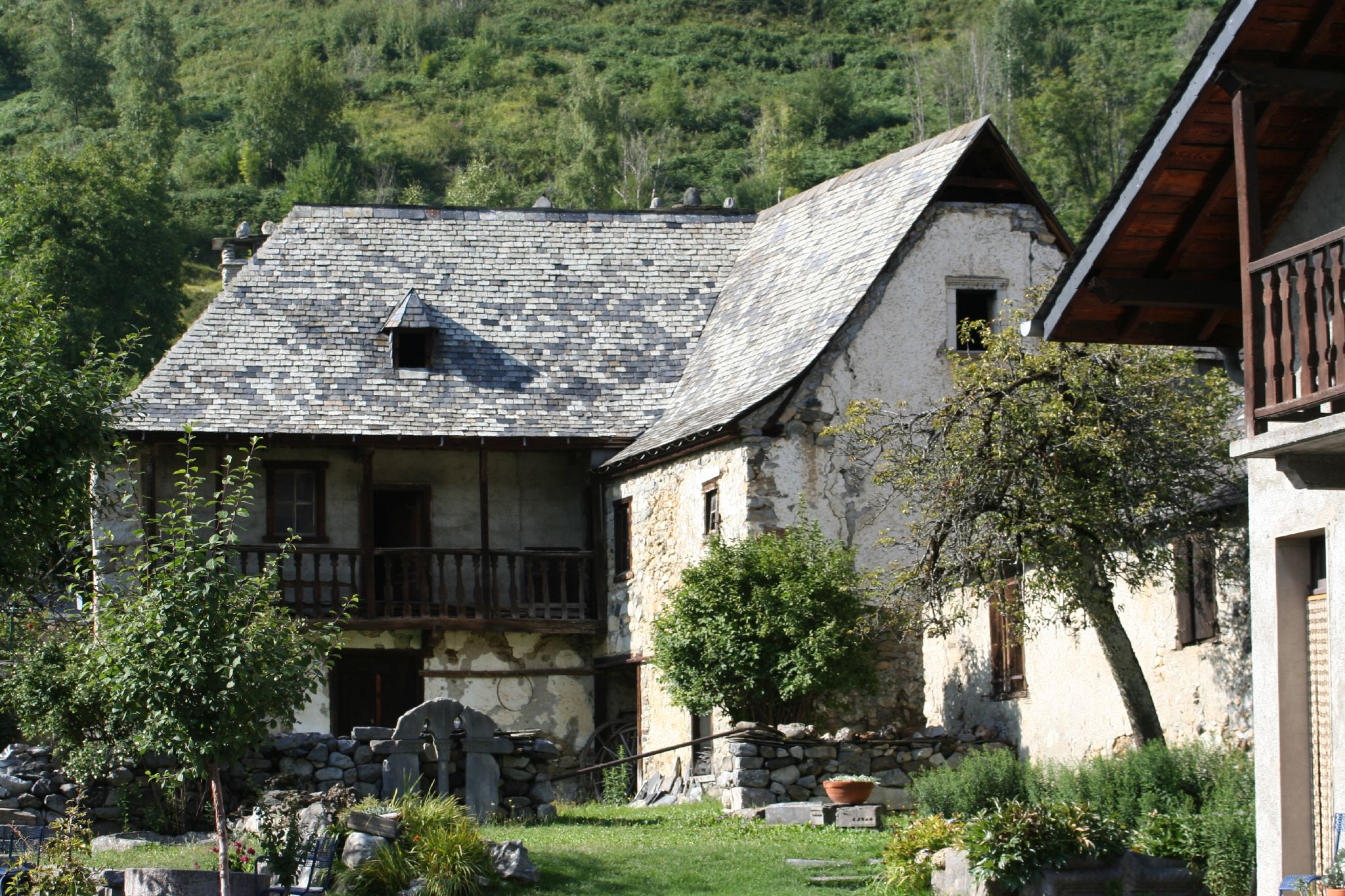
Le musée montagnard du Lavedan.

- Église Saint-Félix d'Aucun classée des XIIe et XVIIe siècles en son centre. Elle a été restaurée dernièrement. À noter une chapelle en pur style roman, un bénitier monolithique orné de gravures naïves des fonts baptismaux également gravés, un retable en bois doré sculpté, etc. Il faut voir aussi la vieille tour du XVe siècle classée.
- Chapelle Notre-Dame d'Aucun.
- Le Musée montagnard du Lavedan regroupe autour d'un bar et d'un ensemble architectural du XVIe, une belle collection d'outils des artisans et des bergers des montagnes, vieilles pierres des moulins et d'une maison du XVIe, ainsi que la seule forge de cloutier au soufflet entrainé par une roue à rotation animale existante en France et restée dans son « jus » depuis 1948, mort du dernier cloutier...
- Le village est rattaché aussi à la station de ski de fond de Couraduque[54], dont l'altitude se trouve entre 1 350 m et 1 600 m. Elle permet d'offrir au plus grand nombre des activités sportives en hiver comme le ski de fond, les randonnées en raquette ou la luge, comme en été avec l'accès à une tyrolienne géante, à une piste de parapente et à des balades sur les nombreux sentiers qui sillonnent la montagne. Elle est rattachée par ses pistes à la station voisine du Soulor et constitue le domaine du Val d'Azun.
- Lavoirs.

Sélection de vues de l'église Saint-Félix d'Aucun.
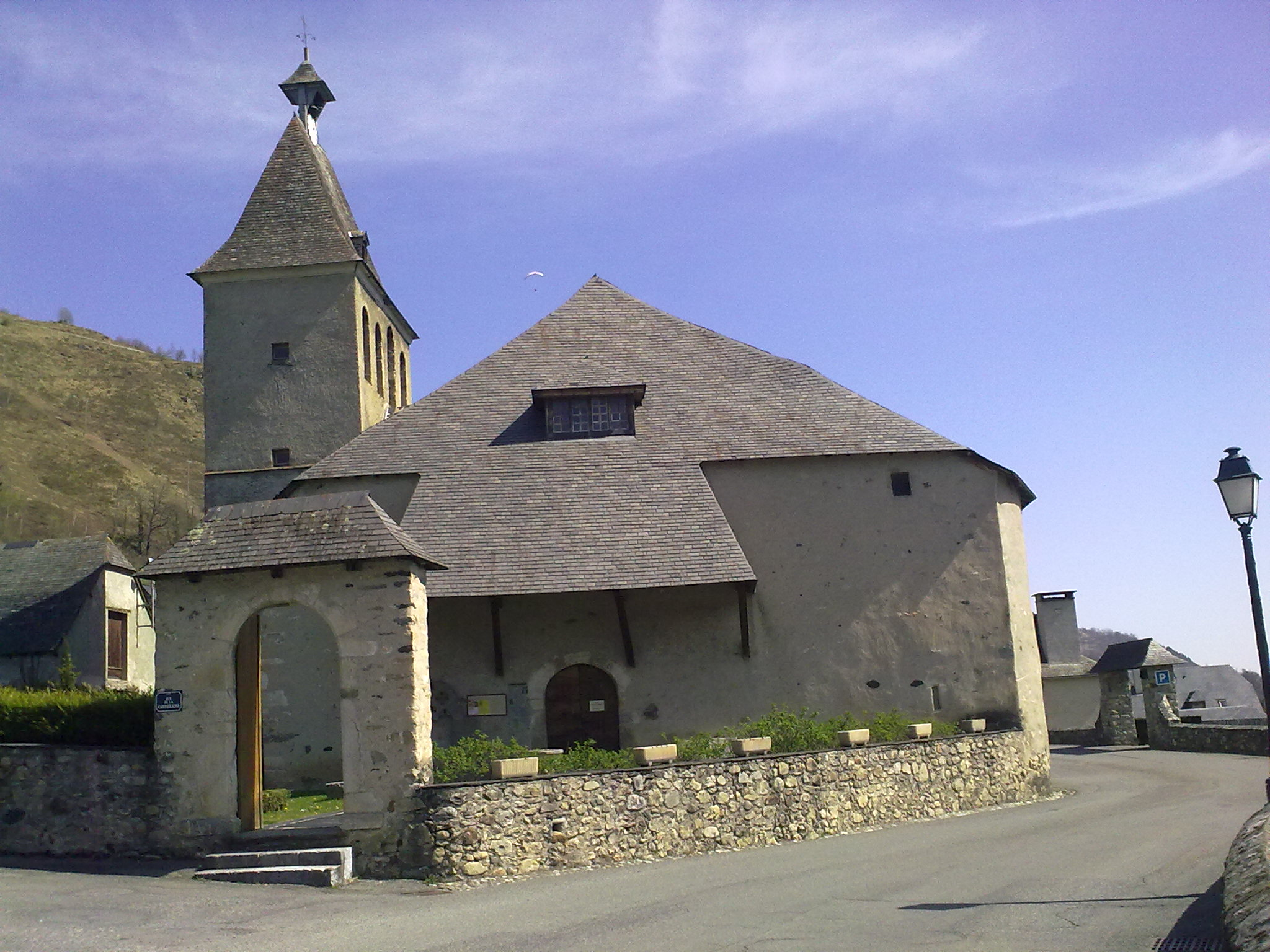
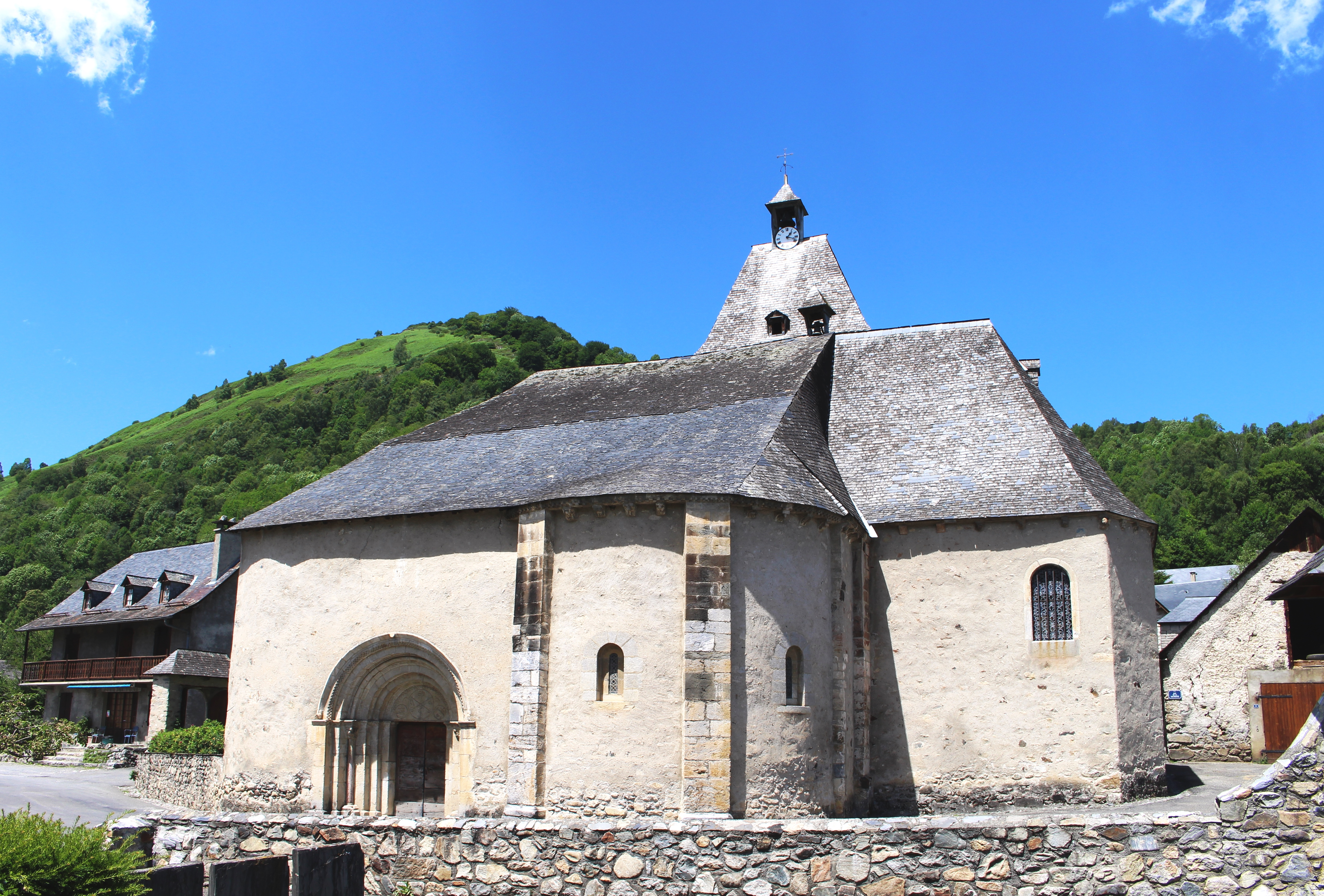
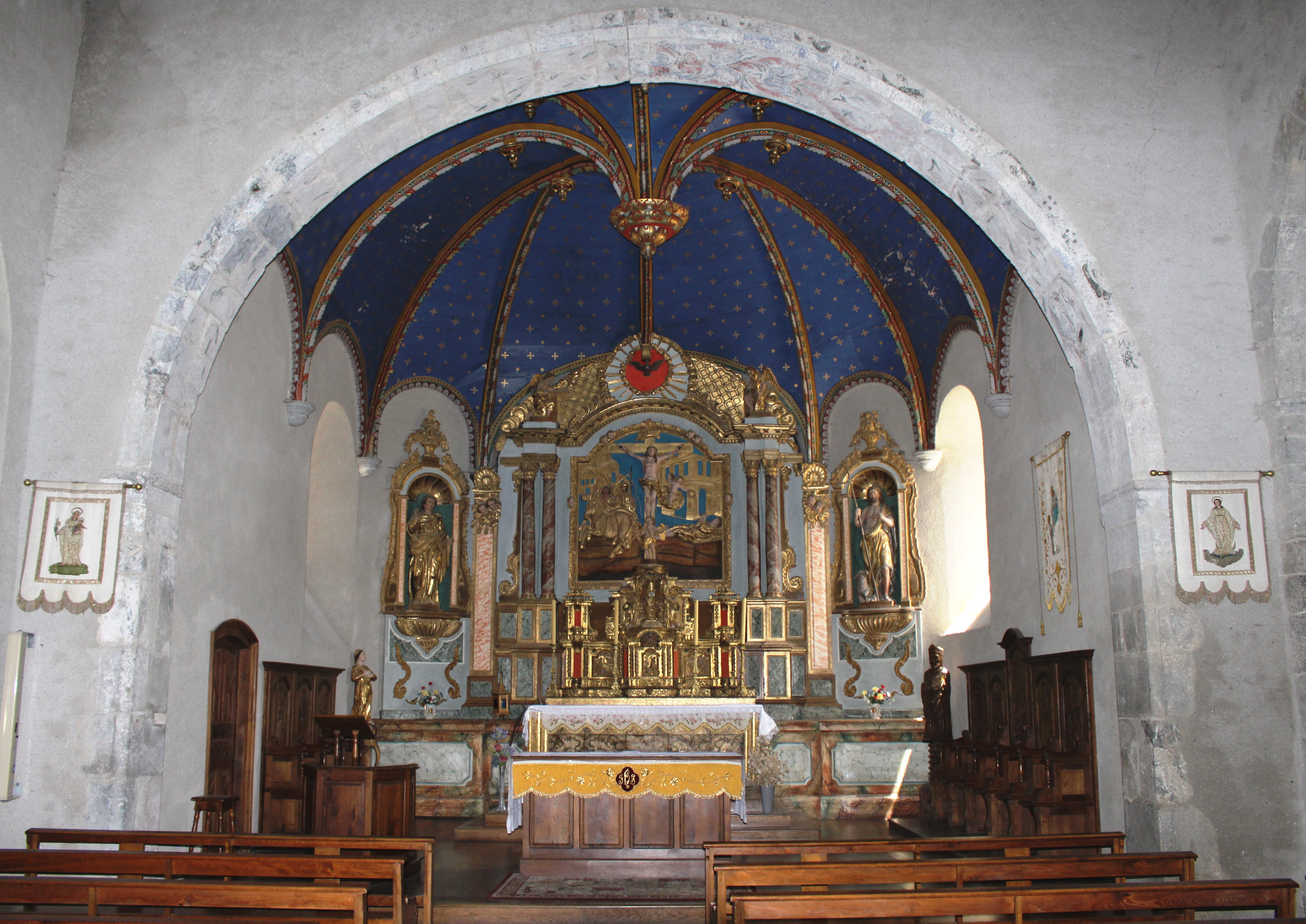
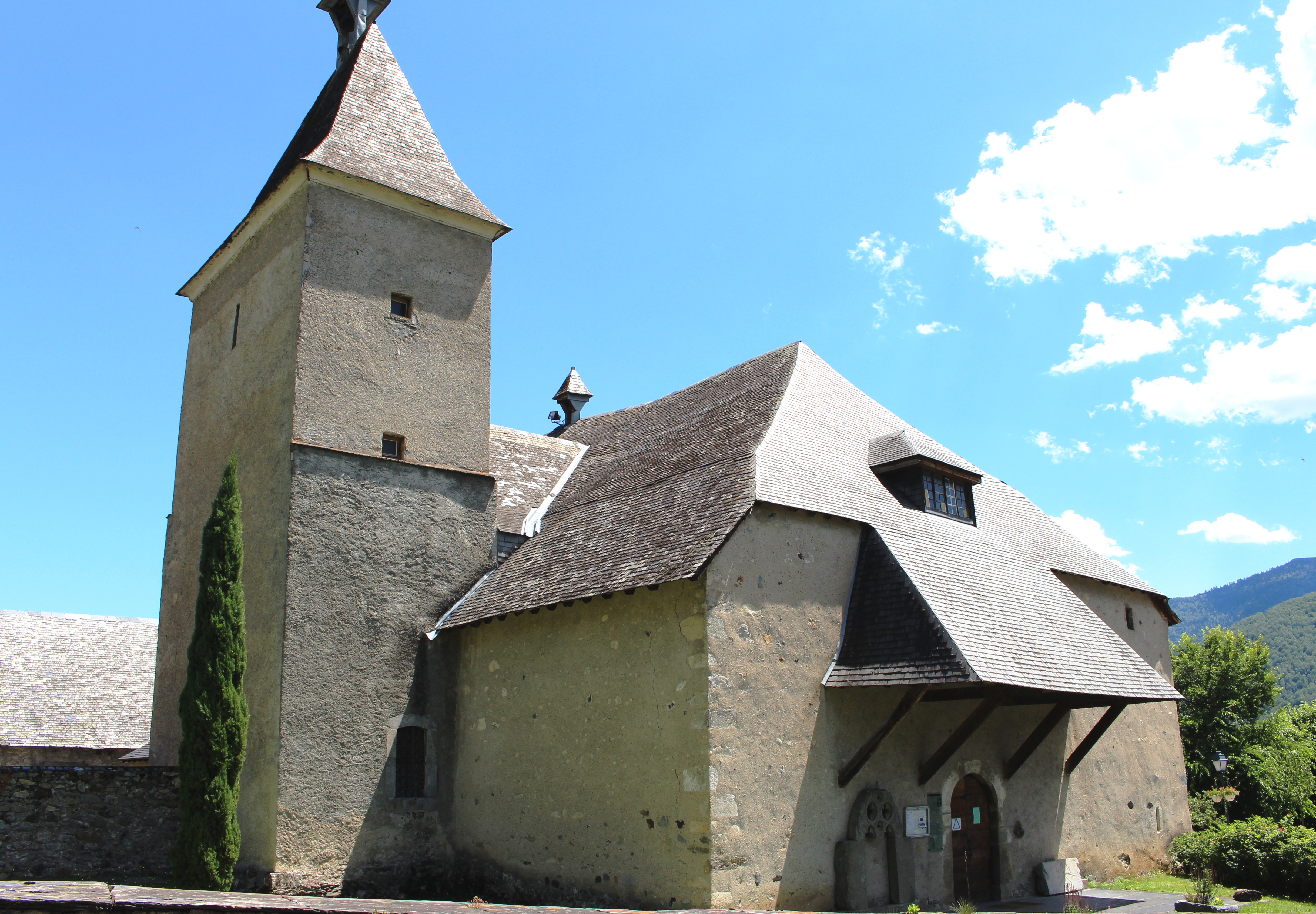

Sélection de vues des lavoirs municipaux en 2017.
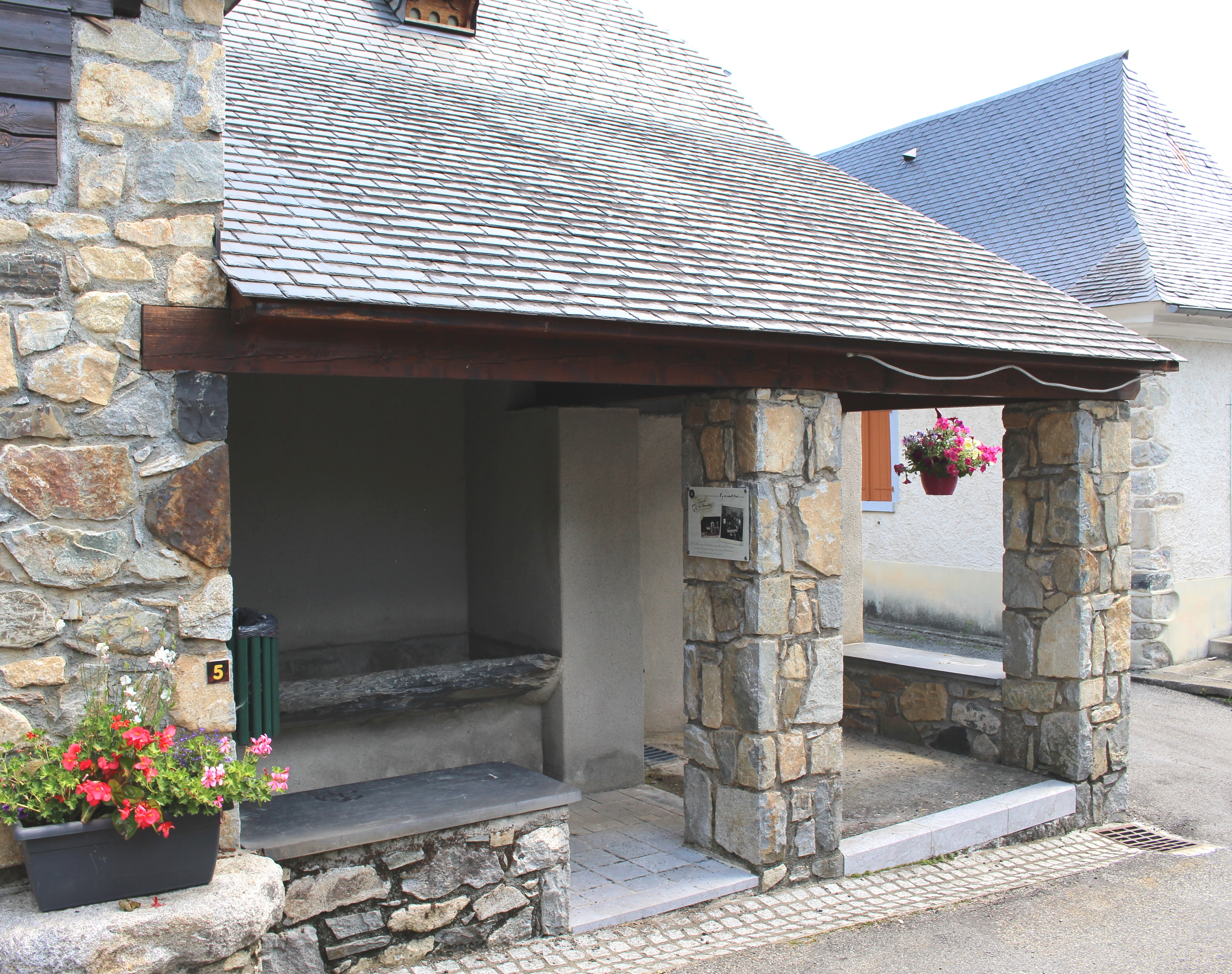
Le lavoir de Haubour.
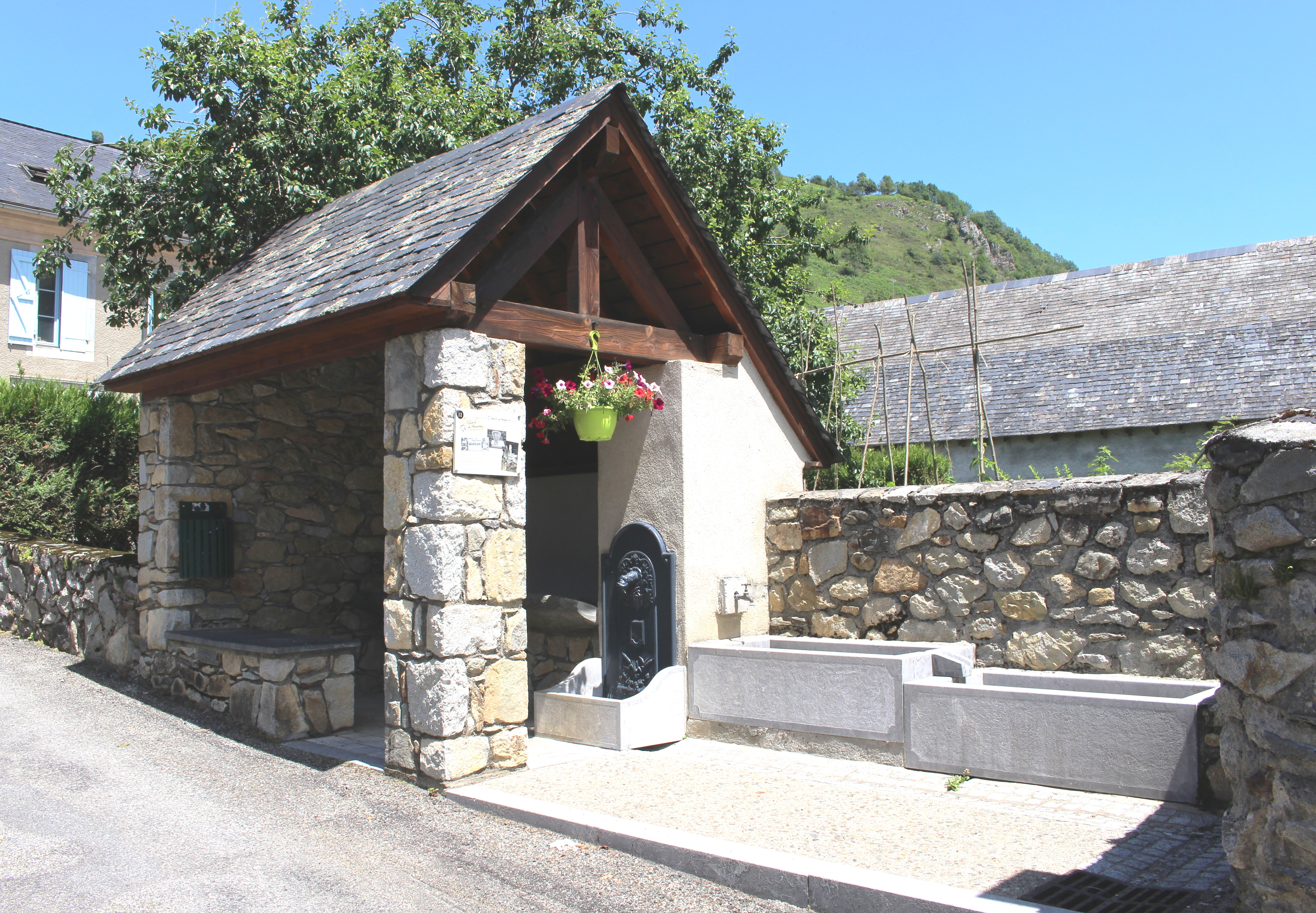
Le lavoir de l'église.
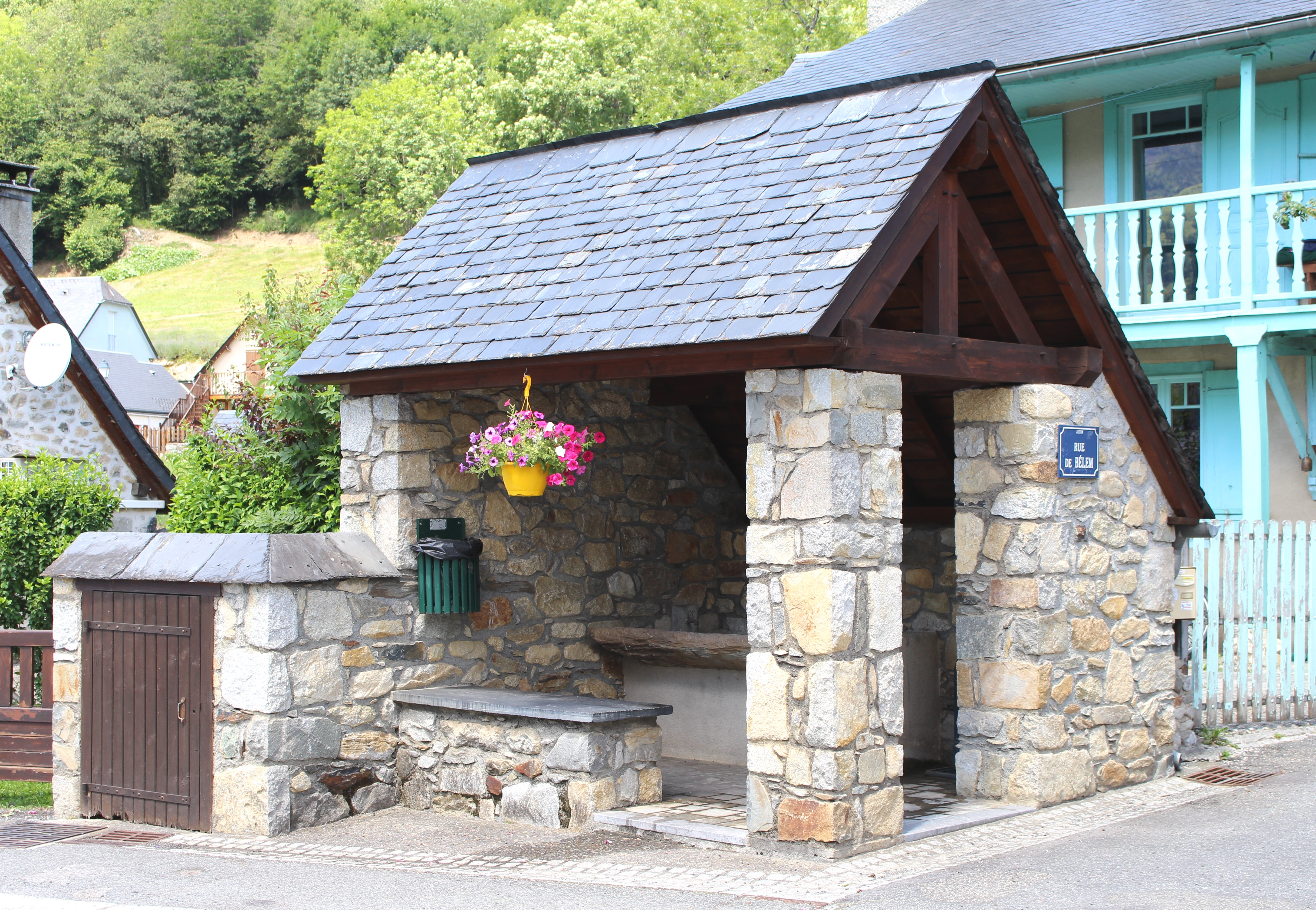
Le lavoir de Bélem.
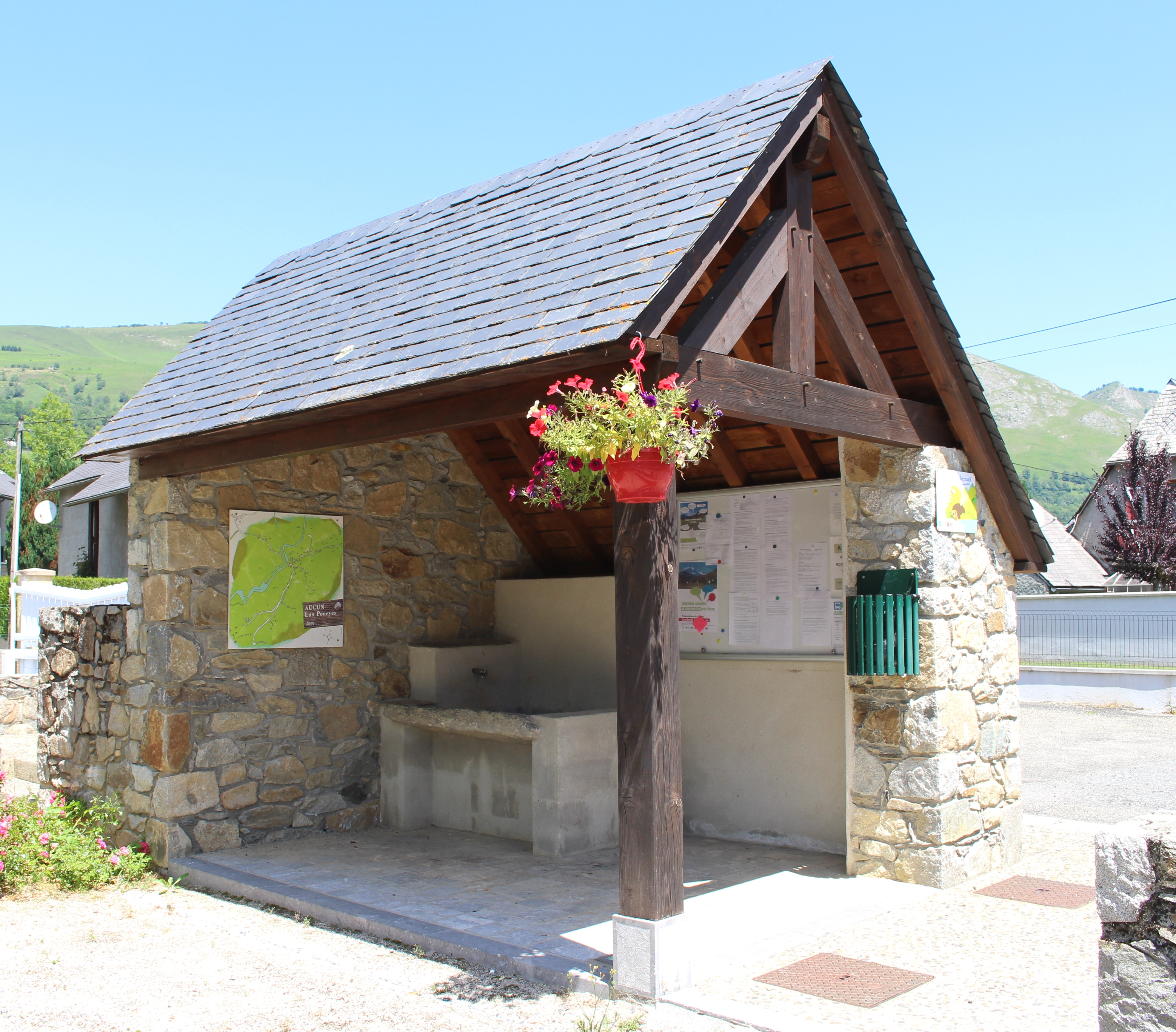
Le lavoir de Las Poueyes.

Sélection de vues diverses.
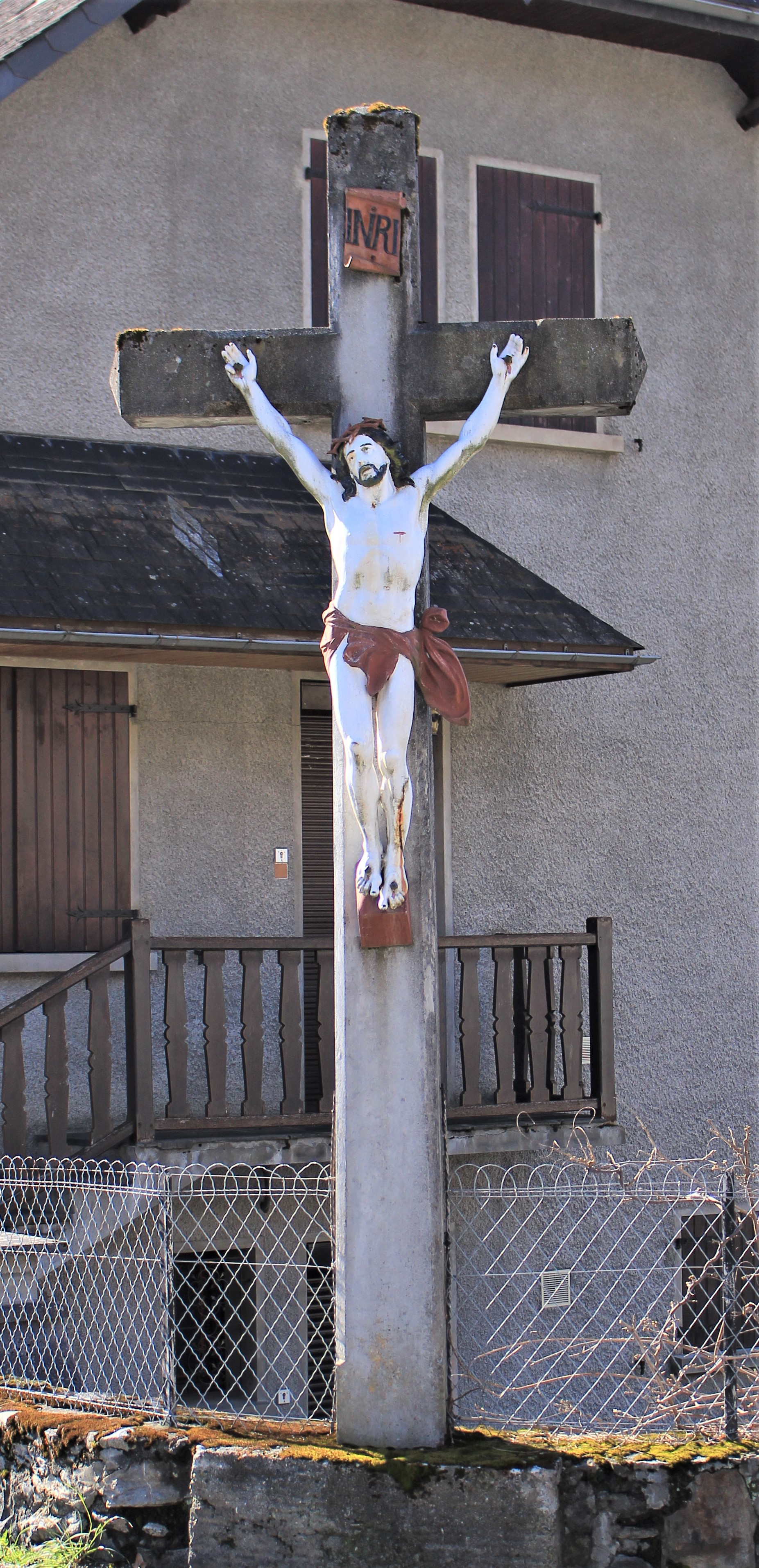
Une croix.
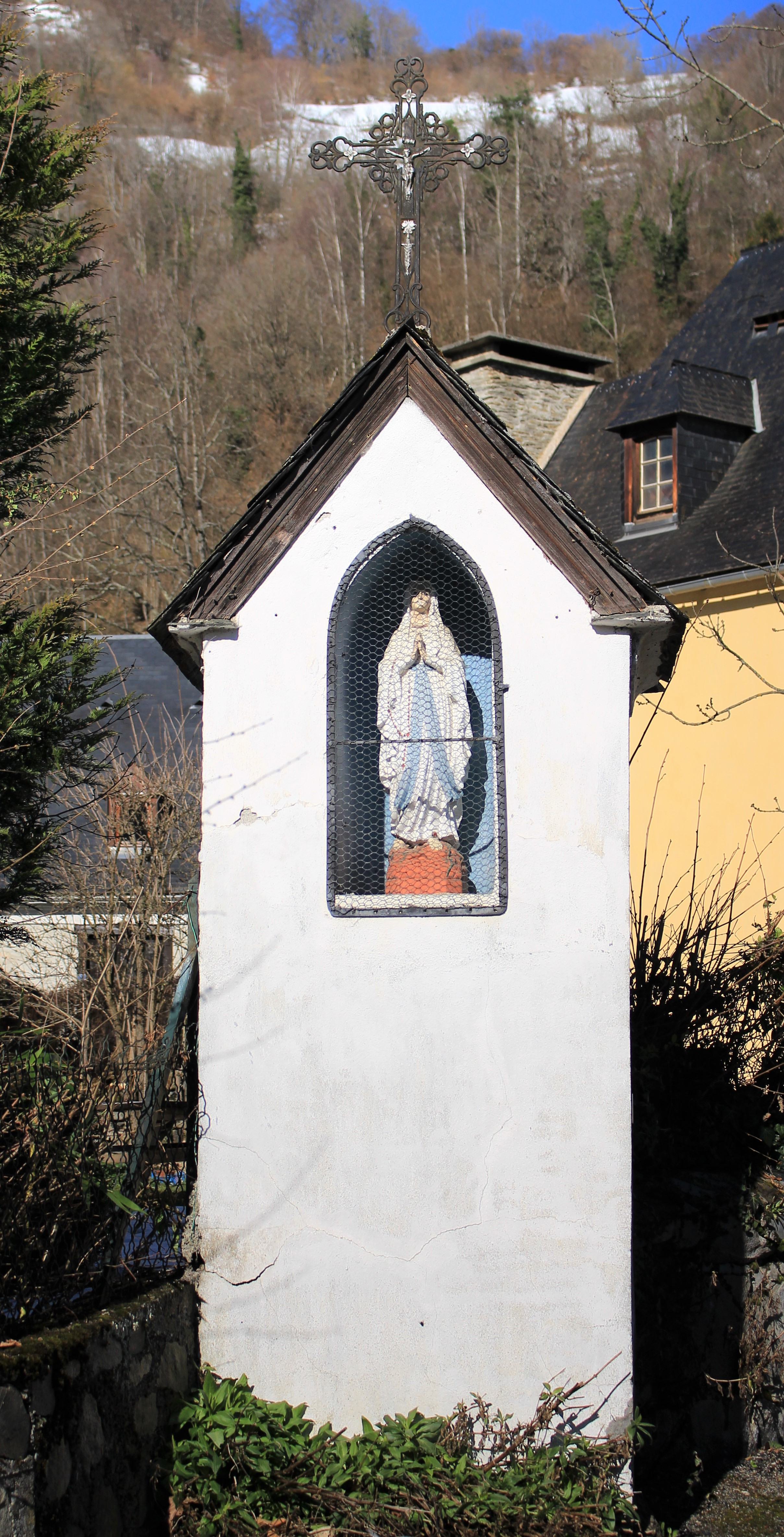
L'Oratoire
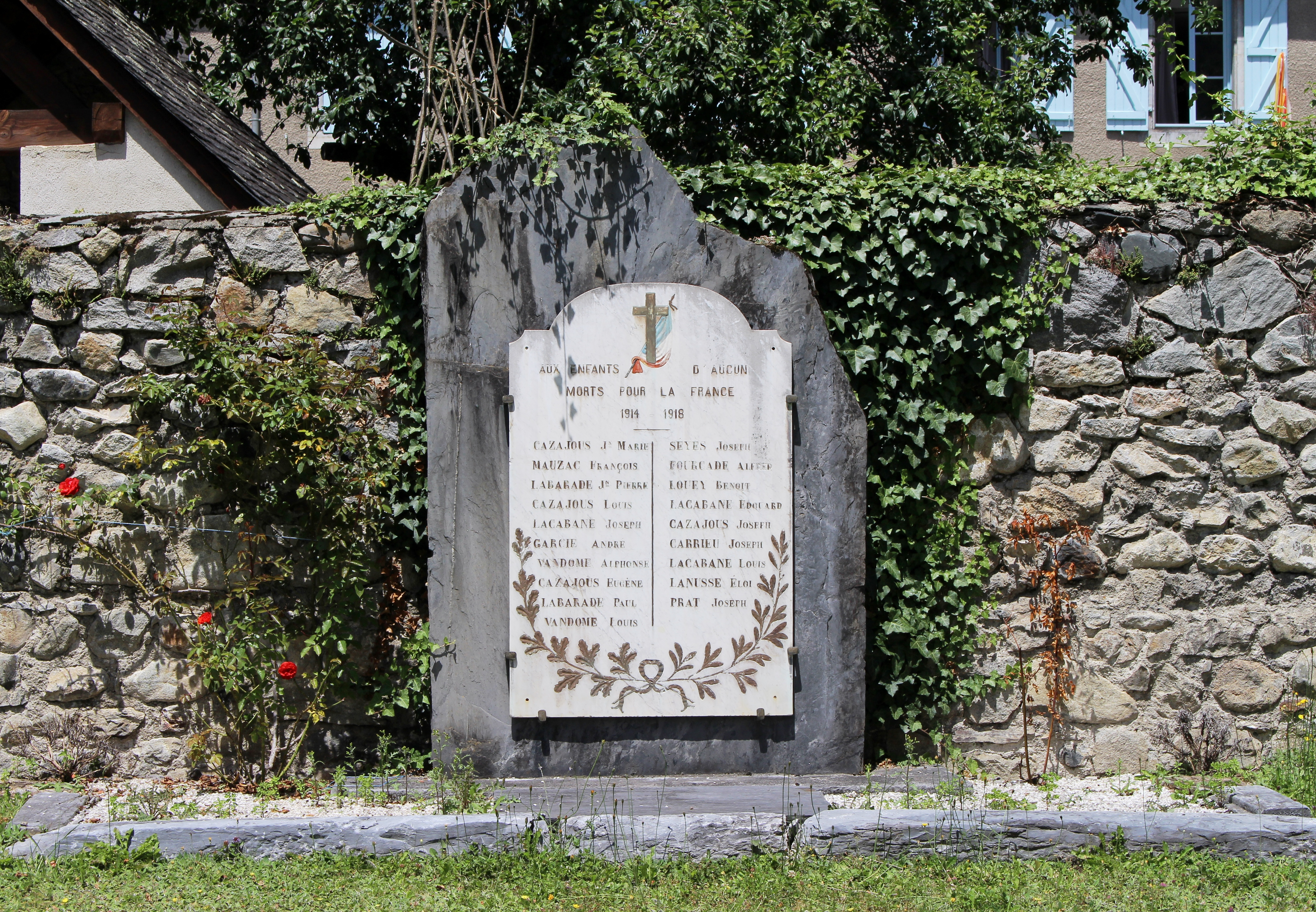
Le monument aux morts municipal.